# Oscar al miglior regista

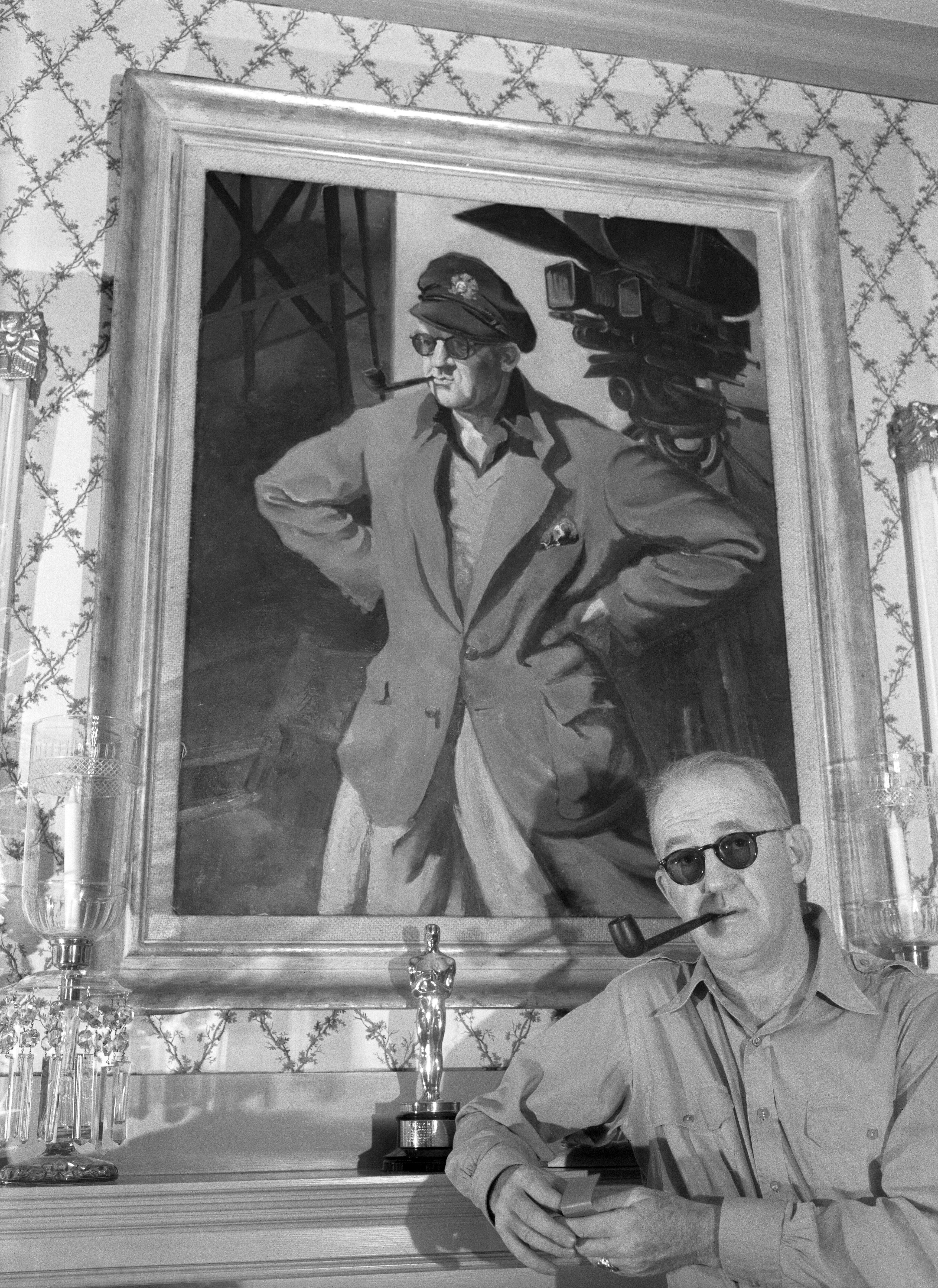
John Ford ha ricevuto l'Oscar alla migliore regia per 4 volte (1936, 1941, 1942 e 1953) ed è stato candidato 5 volte al premio.

L'Oscar al miglior regista (Academy Award for Best Director) viene assegnato al regista votato come migliore dall'Academy of Motion Picture Arts and Sciences, cioè l'ente che assegna gli Academy Awards, i celebri premi conosciuti in Italia come premi Oscar.

## Vincitori e candidati
L'elenco mostra il vincitore di ogni anno, seguito dai registi che hanno ricevuto una candidatura. Per ogni regista viene indicato il film che gli ha valso la candidatura, se possibile con il titolo in italiano.
Gli anni indicati sono quelli in cui è stato assegnato il premio e non quello in cui è stato diretto il film. Nel 1930 si sono svolte due diverse edizioni del premio, una ad aprile e una a novembre, mentre nel 1933 non è stato assegnato alcun premio.
Per maggiori informazioni si veda la voce Cerimonie dei premi Oscar.

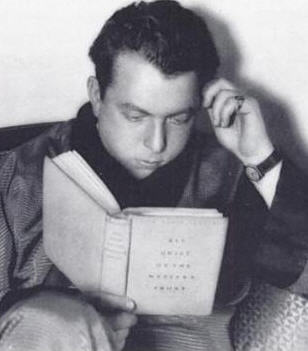
Lewis Milestone, vincitore nel 1929 e nel 1930.

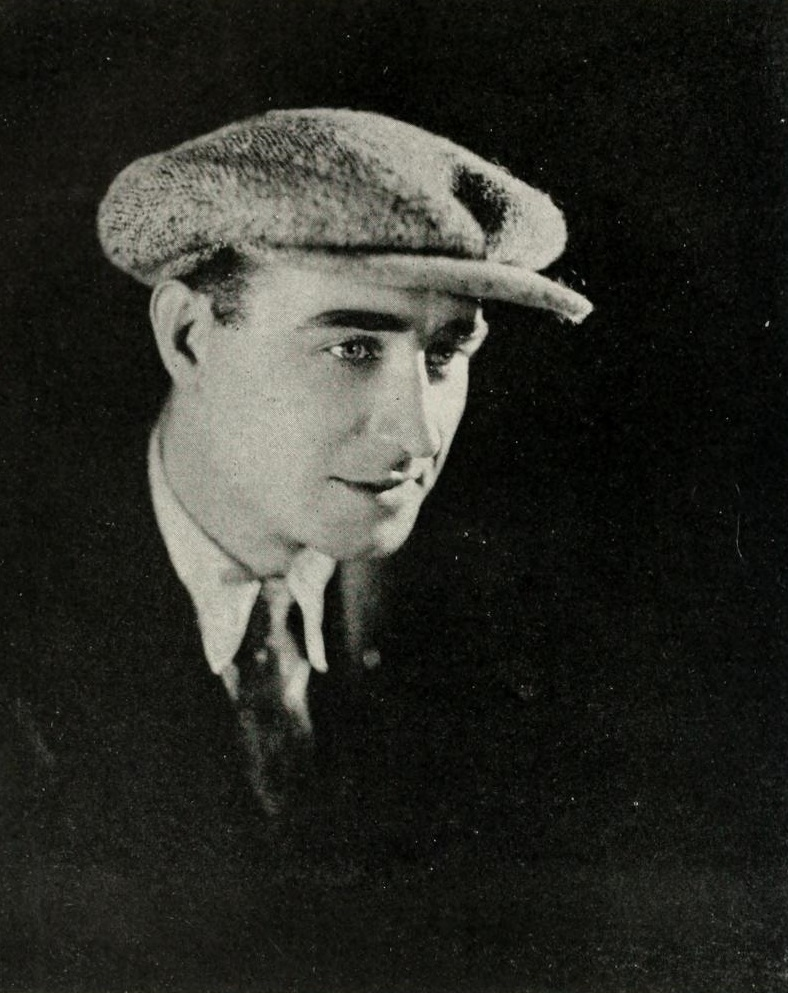
Frank Lloyd vincitore nel 1930 e nel 1934.

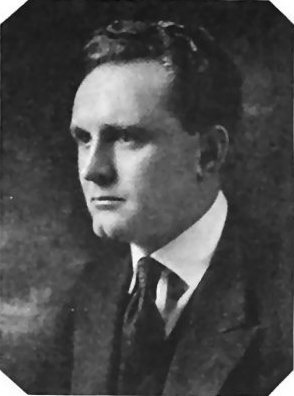
Frank Borzage vincitore nel 1932.

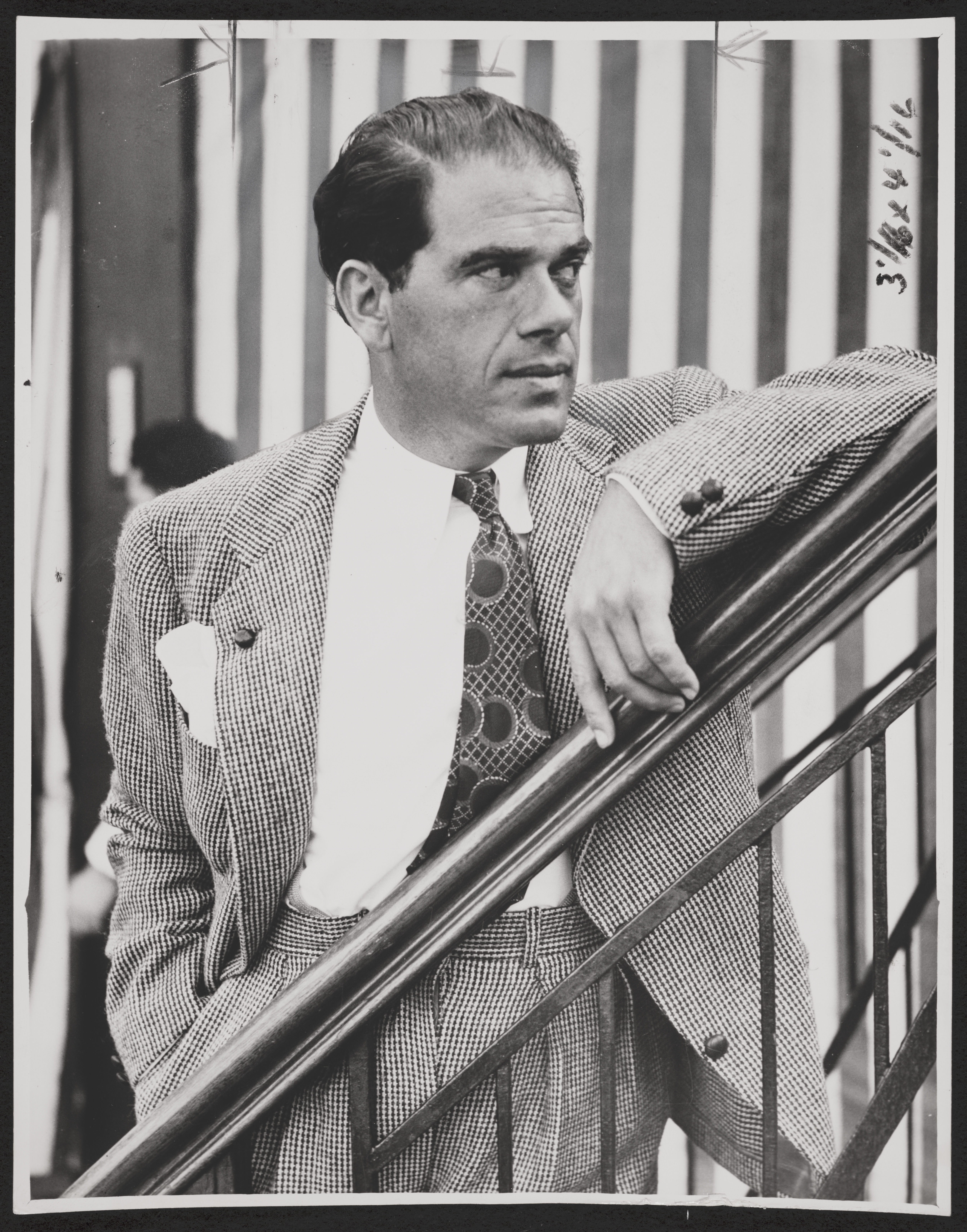
Frank Capra vincitore di tre premi Oscar: nel 1935, nel 1937 e nel 1939.

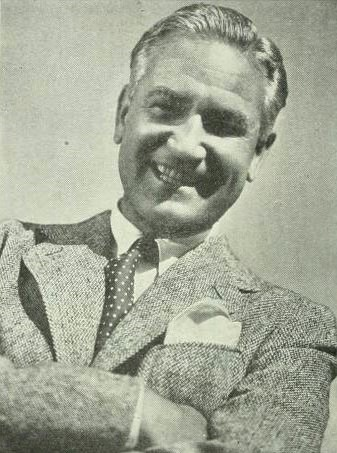
Victor Fleming, vincitore nel 1940.

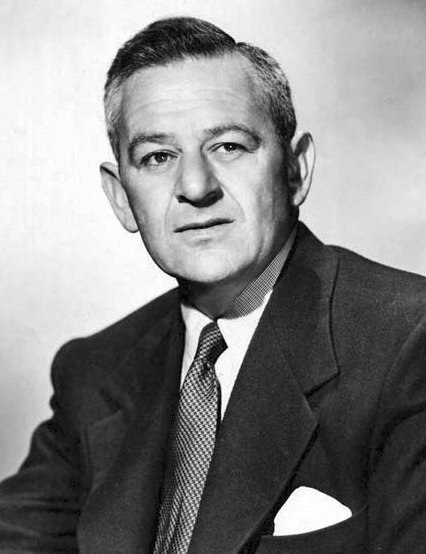
William Wyler vincitore nel 1943, nel 1947 e nel 1960.

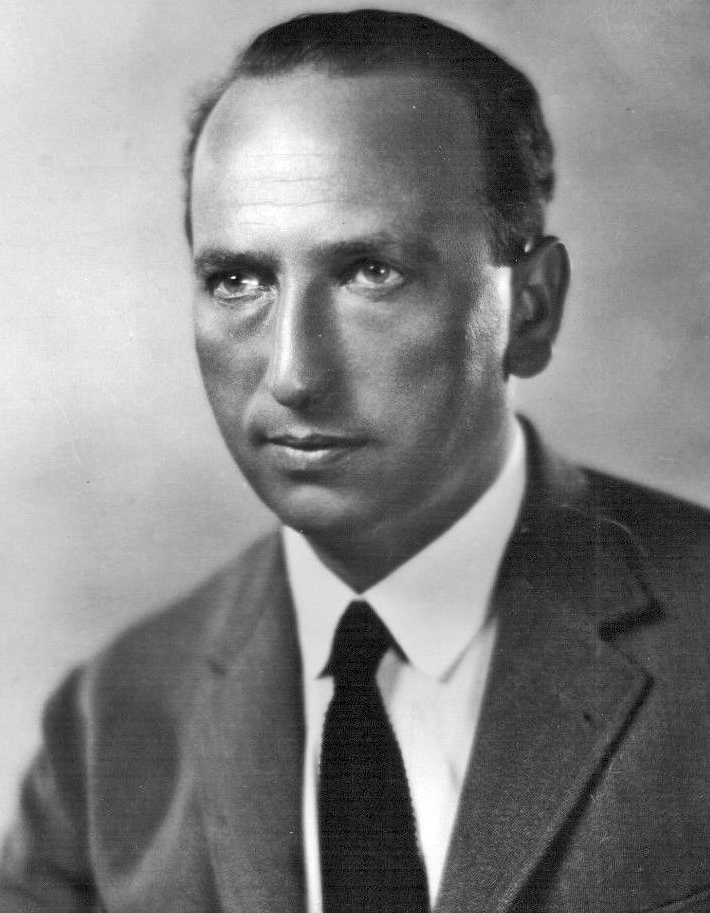
Michael Curtiz vincitore nel 1944.

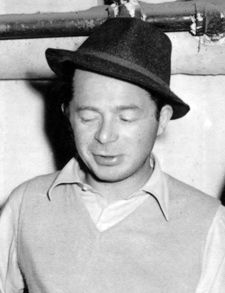
Billy Wilder vincitore nel 1946 e nel 1961.

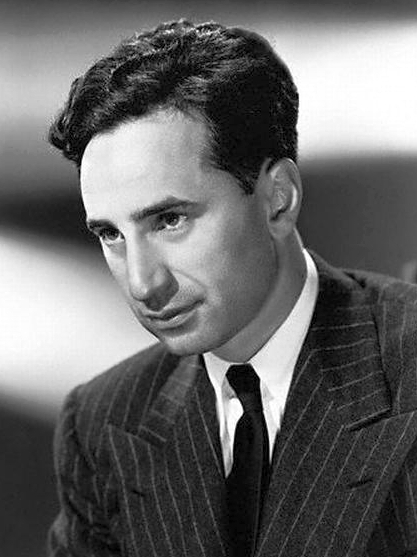
Elia Kazan vincitore nel 1948 e nel 1955.

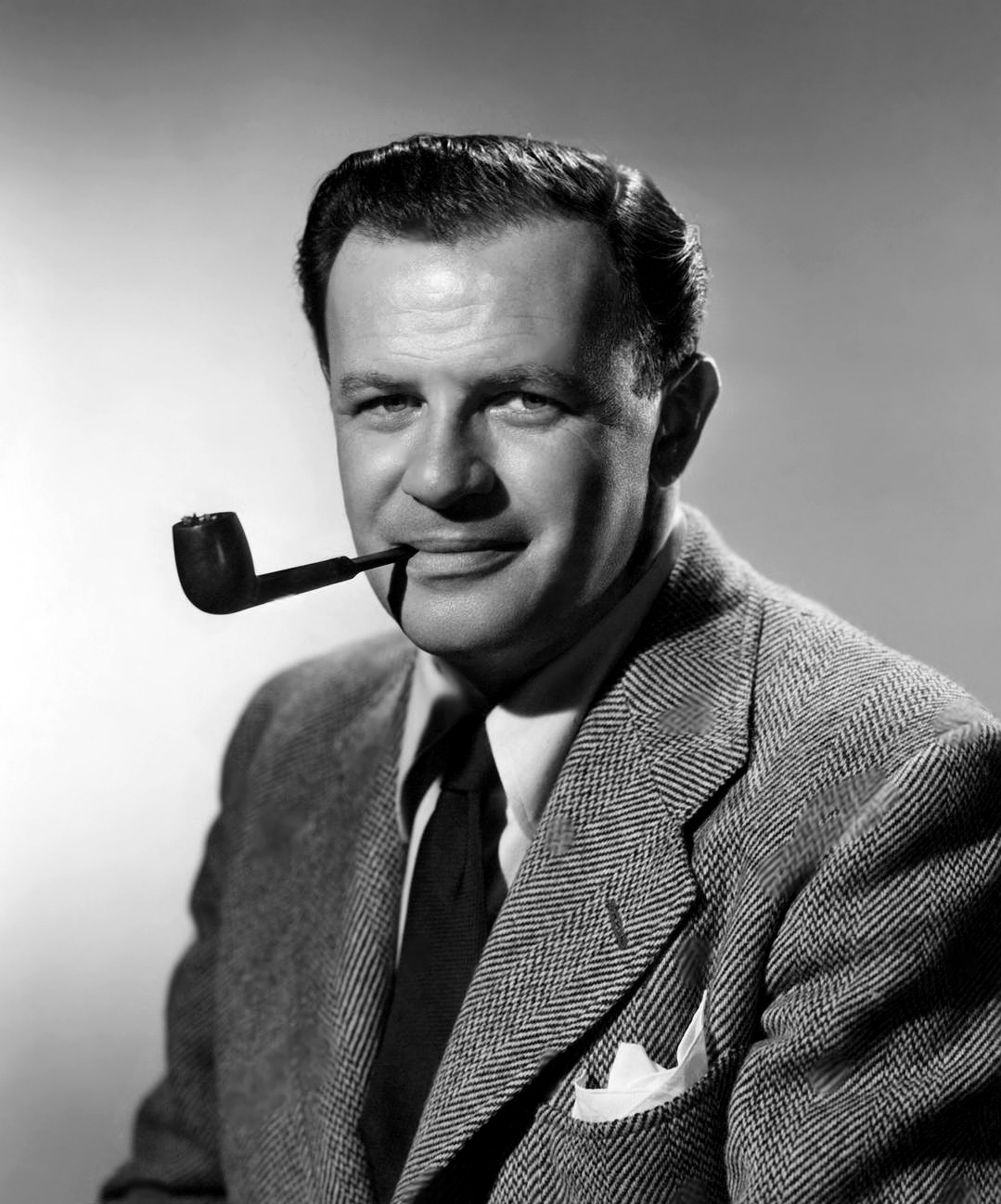
Joseph L. Mankiewicz vincitore nel 1950 e nel 1951.

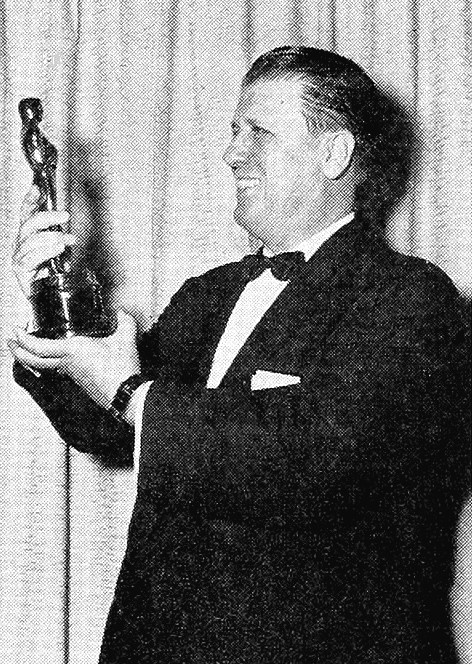
George Stevens vincitore nel 1952 e nel 1957.

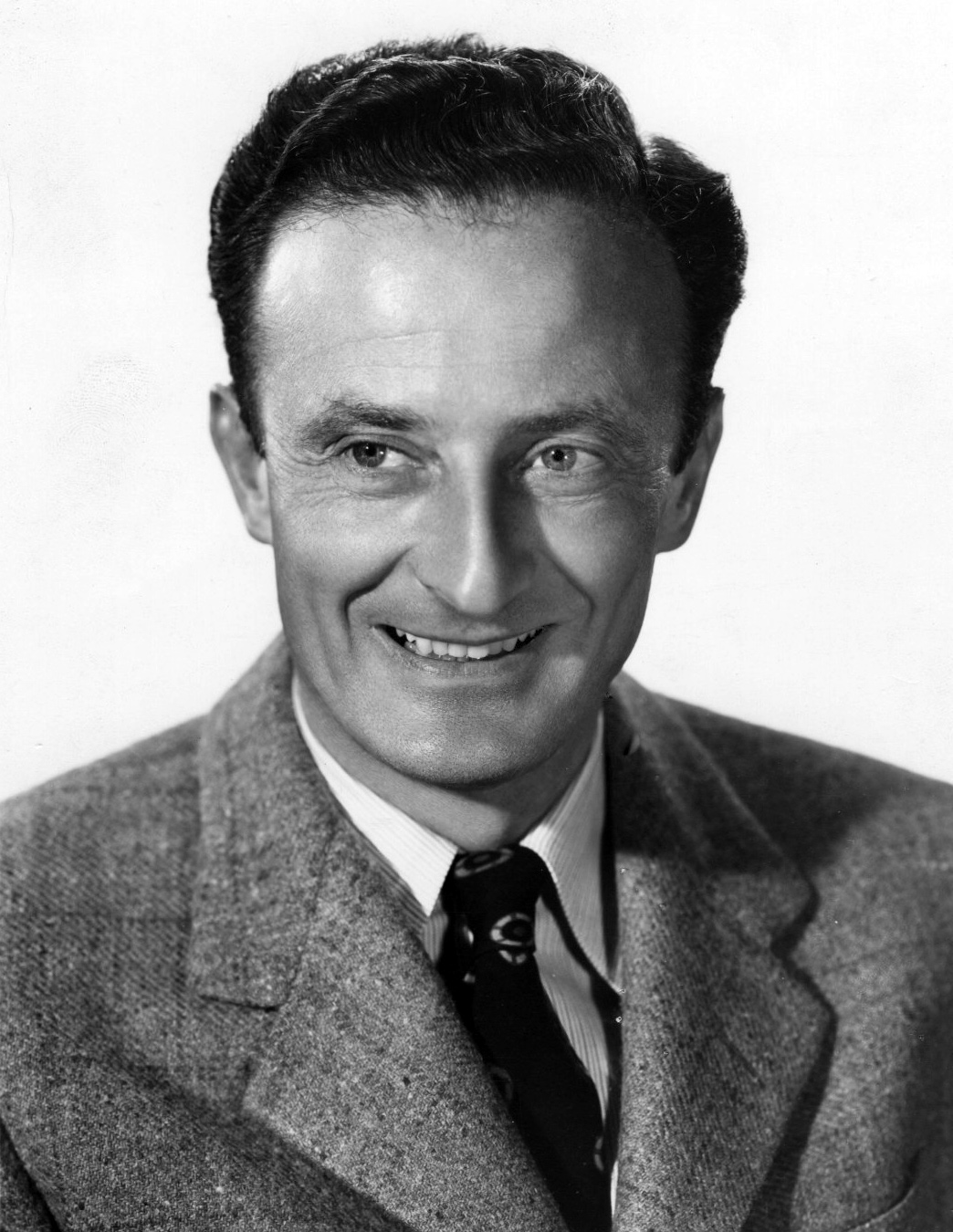
Fred Zinnemann vincitore nel 1954 e nel 1967.

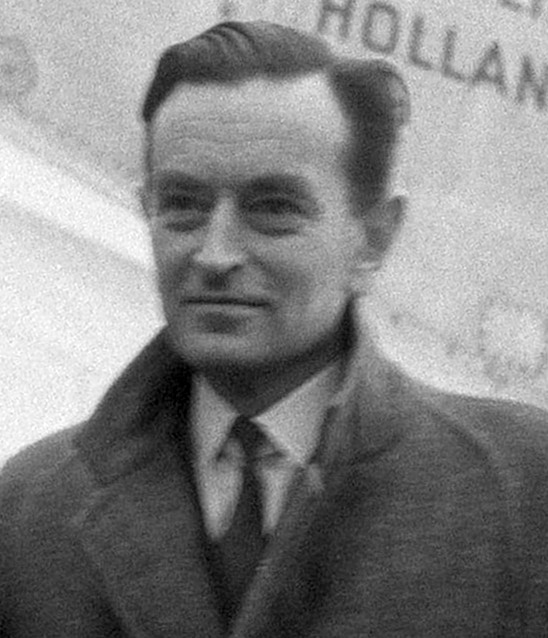
David Lean vincitore nel 1958 e nel 1963.

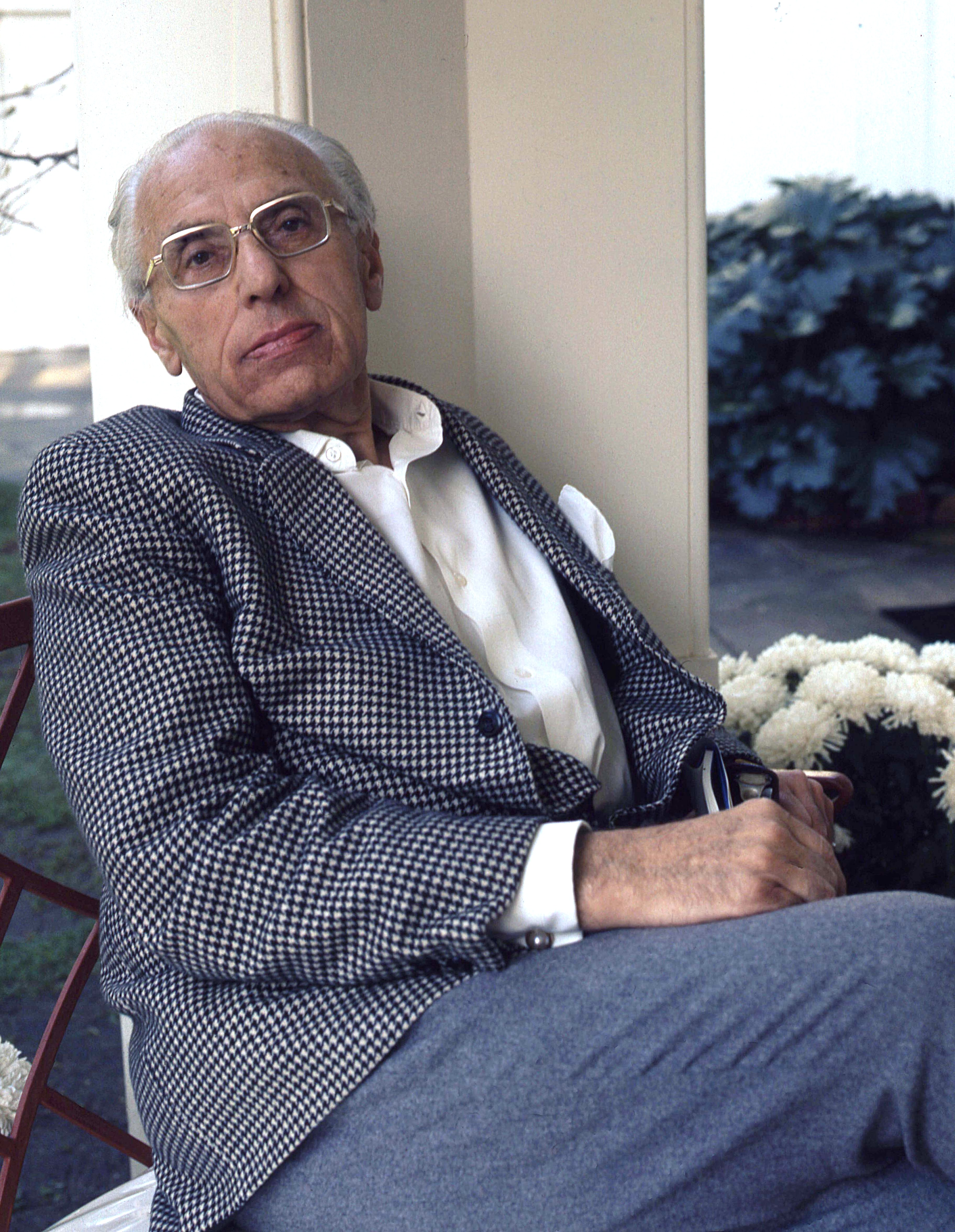
George Cukor, vincitore nel 1965.

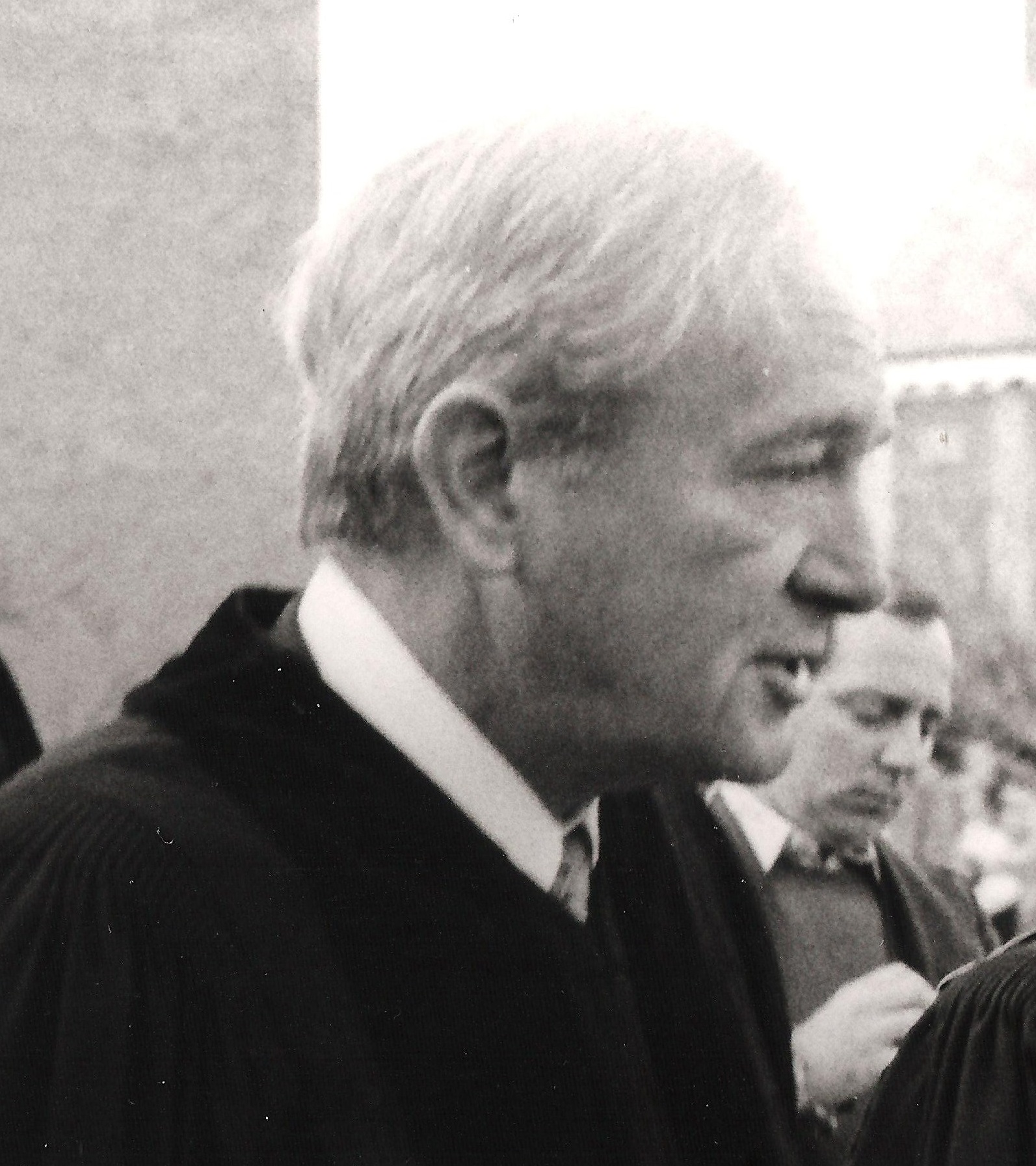
Franklin Schaffner, vincitore nel 1971.

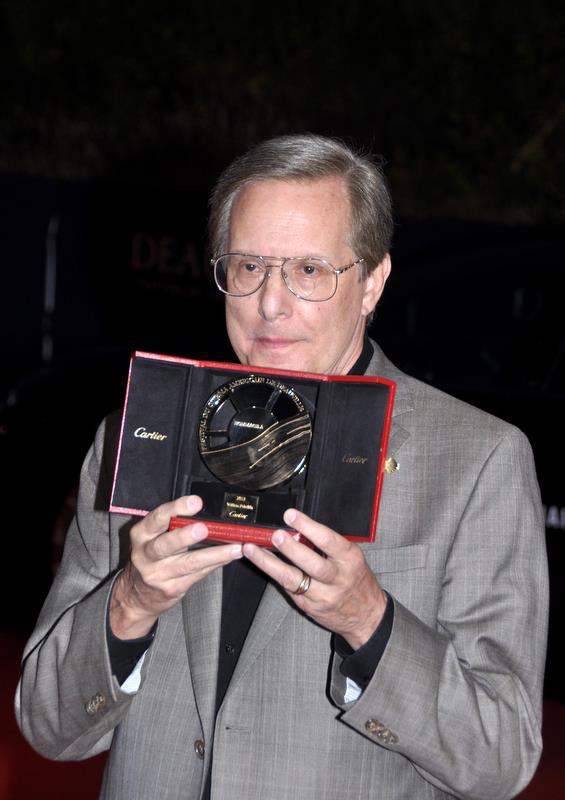
William Friedkin, vincitore nel 1972.

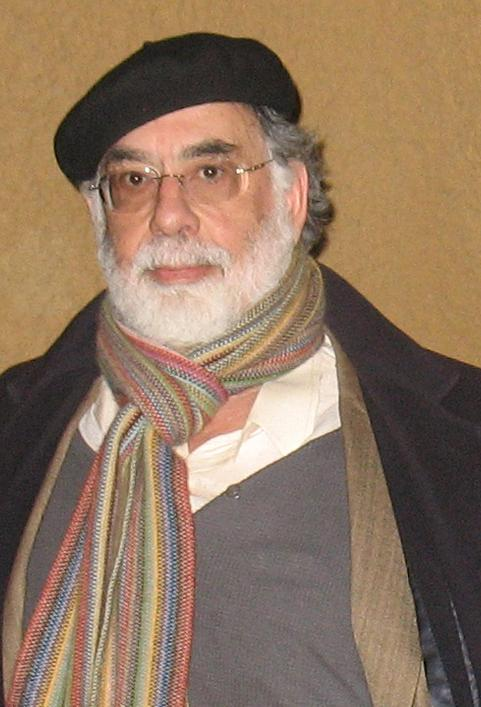
Francis Ford Coppola, vincitore nel 1975.

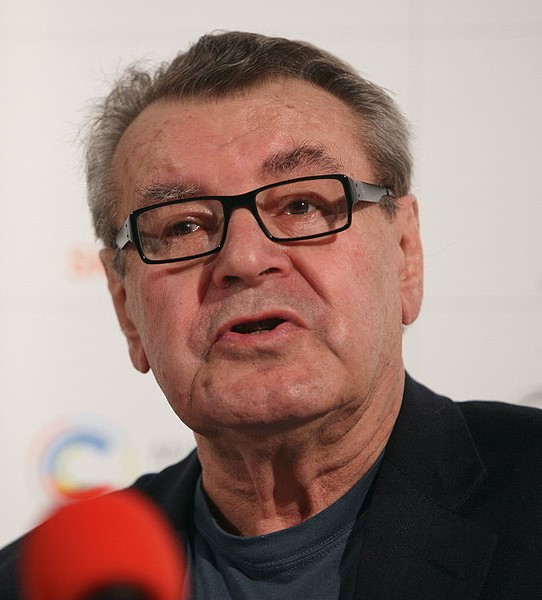
Miloš Forman vincitore nel 1976 e nel 1985.

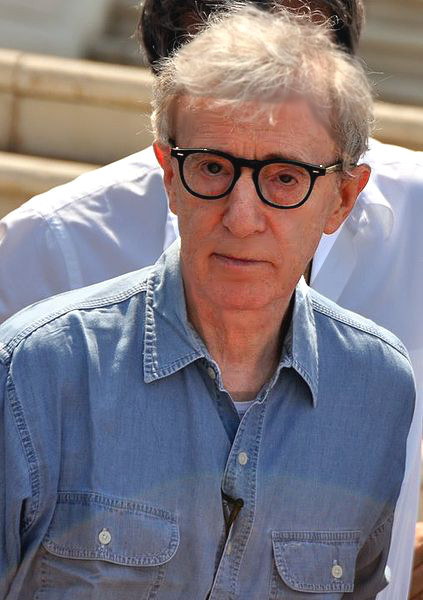
Woody Allen, vincitore nel 1978.

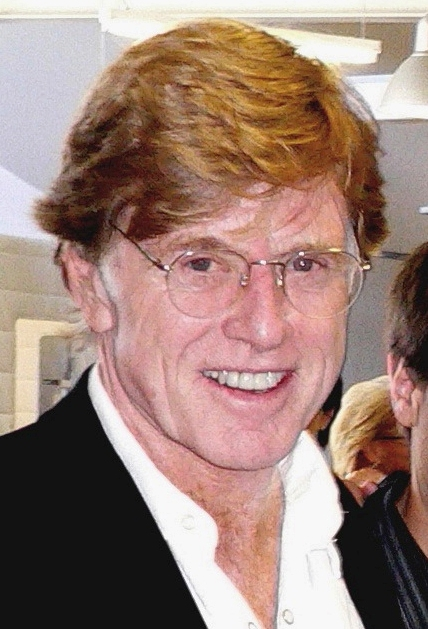
Robert Redford vincitore nel 1981.

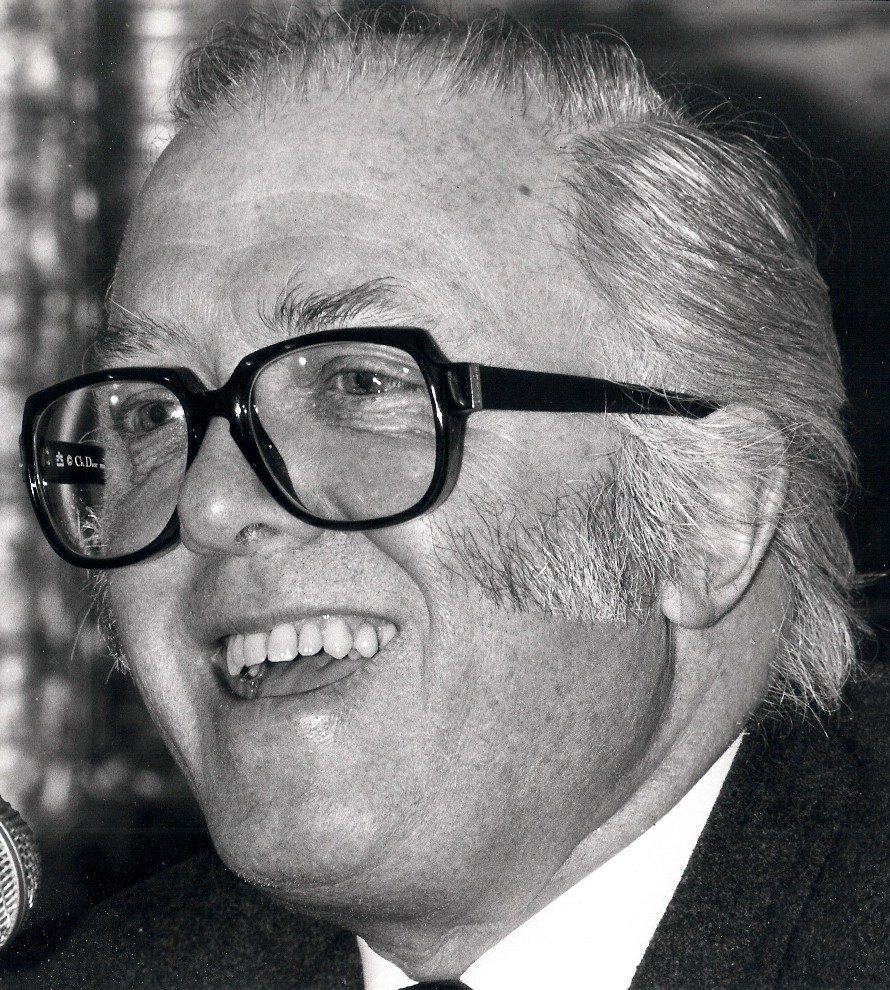
Richard Attenborough vincitore nel 1983.

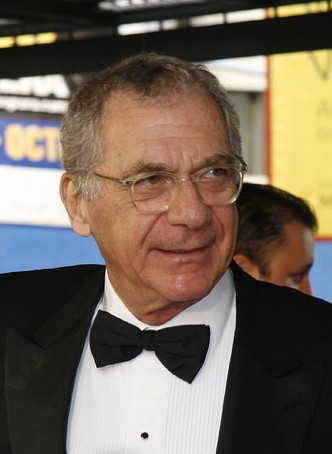
Sydney Pollack vincitore nel 1986.

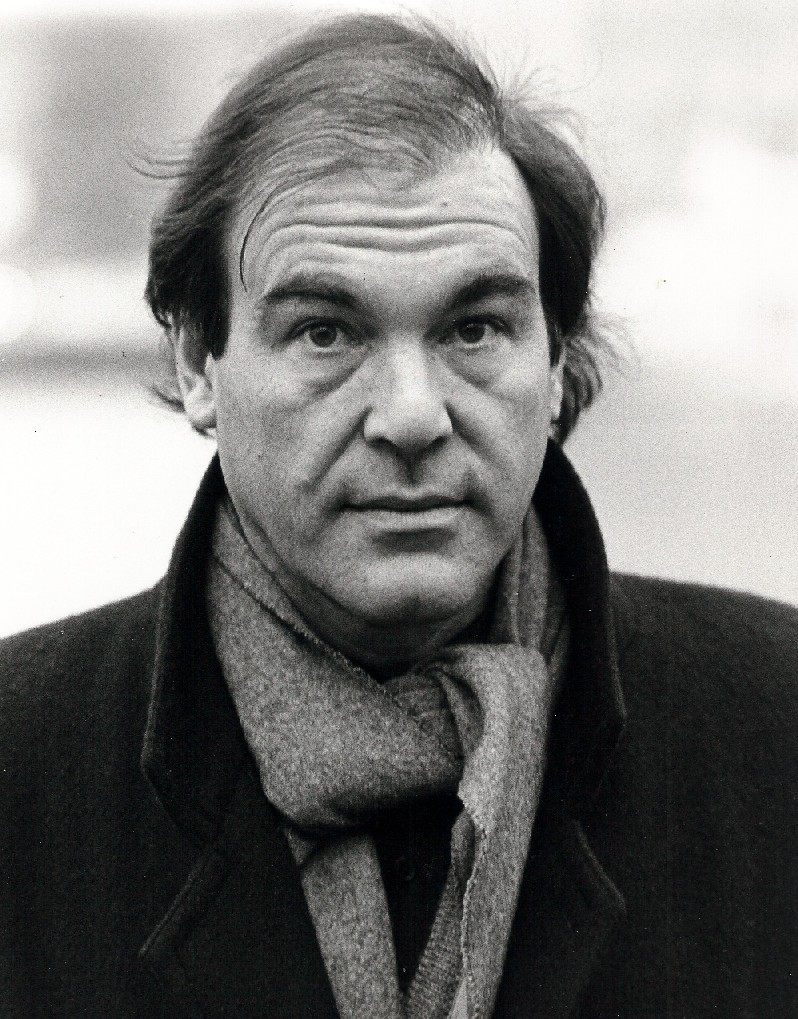
Oliver Stone vincitore nel 1987 e nel 1990.

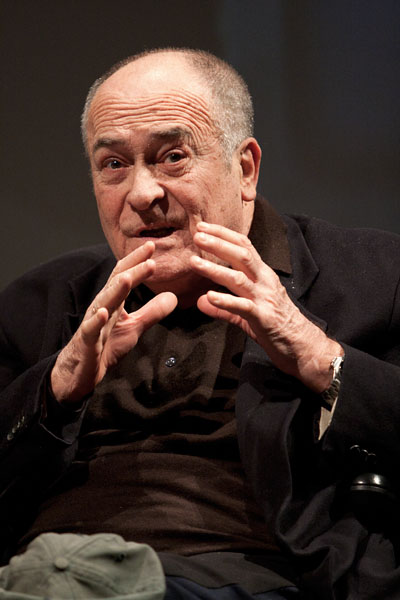
Bernardo Bertolucci, unico regista italiano ad aver vinto l'Oscar nel 1988 per L'ultimo imperatore.

### 1920
- 1929[1]
  - Miglior regista per un film commedia
    - Lewis Milestone – Notte d'Arabia (Two Arabian Knights)
    - Ted Wilde – A rotta di collo (Speedy)

  - Miglior regista per un film drammatico
    - Frank Borzage – Settimo cielo (Seventh Heaven)
    - Herbert Brenon – Padre (Sorrell and Son)
    - King Vidor – La folla (The Crowd)

### 1930
- 1930[2](aprile)
  - Frank Lloyd – Trafalgar (The Divine Lady)
  - Lionel Barrymore – Madame X
  - Harry Beaumont – La canzone di Broadway (The Broadway Melody)
  - Irving Cummings – Notte di tradimento (In Old Arizona)
  - Frank Lloyd – Il principe amante (Drag) e Il fiume stanco (Weary River)
  - Ernst Lubitsch – Lo zar folle (The Patriot)
- 1930[3] (novembre)
  - Lewis Milestone – All'ovest niente di nuovo (All Quiet on the Western Front)
  - Clarence Brown – Anna Christie e Romanzo (Romance)
  - Robert Z. Leonard – La divorziata (The Divorcee)
  - Ernst Lubitsch – Il principe consorte (The Love Parade)
  - King Vidor – Alleluja! (Hallelujah)
- 1931[4]
  - Norman Taurog – Skippy
  - Clarence Brown – Io amo (A Free Soul)
  - Lewis Milestone – The Front Page
  - Wesley Ruggles – I pionieri del West (Cimarron)
  - Josef von Sternberg – Marocco (Morocco)
- 1932[5]
  - Frank Borzage – Bad Girl
  - Josef von Sternberg – Shanghai Express
  - King Vidor – Il campione (The Champ)
- 1934[6]
  - Frank Lloyd – Cavalcata (Cavalcade)
  - Frank Capra – Signora per un giorno (Lady for a Day)
  - George Cukor – Piccole donne (Little Women)
- 1935[7]
  - Frank Capra – Accadde una notte (It Happened One Night)
  - Victor Schertzinger – Una notte d'amore (One Night of Love)
  - W. S. Van Dyke – L'uomo ombra (The Thin Man)
- 1936[8]
  - John Ford – Il traditore (The Informer)
  - Michael Curtiz – Capitan Blood (Captain Blood)
  - Henry Hathaway – I lancieri del Bengala (The Lives of a Bengal Lancer)
  - Frank Lloyd – La tragedia del Bounty (Mutiny on the Bounty)
- 1937[9]
  - Frank Capra – È arrivata la felicità (Mr. Deeds Goes to Town)
  - William Wyler – Infedeltà (Dodsworth)
  - Robert Z. Leonard – Il paradiso delle fanciulle (The Great Ziegfeld)
  - Gregory La Cava – L'impareggiabile Godfrey (My Man Godfrey)
  - W. S. Van Dyke – San Francisco
- 1938[10]
  - Leo McCarey – L'orribile verità (The Awful Truth)
  - Sidney Franklin – La buona terra (The Good Earth)
  - William Dieterle – Emilio Zola (The Life of Emile Zola)
  - Gregory La Cava – Palcoscenico (Stage Door)
  - William A. Wellman – È nata una stella (A Star Is Born)
- 1939[11]
  - Frank Capra – L'eterna illusione (You Can't Take It with You)
  - Michael Curtiz – Quattro figlie (Four Daughters)
  - Norman Taurog – La città dei ragazzi (Boys Town)
  - King Vidor – La cittadella (The Citadel)
  - Michael Curtiz – Gli angeli con la faccia sporca (Angels with Dirty Faces)

### 1940
- 1940[12]
  - Victor Fleming – Via col vento (Gone with the Wind)
  - Frank Capra – Mr. Smith va a Washington (Mr. Smith Goes to Washington)
  - John Ford – Ombre rosse (Stagecoach)
  - Sam Wood – Addio, Mr. Chips! (Goodbye, Mr. Chips)
  - William Wyler – La voce nella tempesta (Wuthering Heights)
- 1941[13]
  - John Ford – Furore (The Grapes of Wrath)
  - George Cukor – Scandalo a Filadelfia (The Philadelphia Story)
  - Alfred Hitchcock – Rebecca - La prima moglie (Rebecca)
  - Sam Wood – Kitty Foyle, ragazza innamorata (Kitty Foyle)
  - William Wyler – Ombre malesi (The Letter)
- 1942[14]
  - John Ford – Com'era verde la mia valle (How Green Was My Valley)
  - Alexander Hall – L'inafferrabile signor Jordan (Here Comes Mr. Jordan)
  - Orson Welles – Quarto potere (Citizen Kane)
  - William Wyler – Piccole volpi (The Little Foxes)
  - Howard Hawks – Il sergente York (Sergeant York)
- 1943[15]
  - William Wyler – La signora Miniver (Mrs. Miniver)
  - Sam Wood – Delitti senza castigo (Kings Row)
  - Mervyn LeRoy – Prigionieri del passato (Random Harvest)
  - John Farrow – L'isola della gloria (Wake Island)
  - Michael Curtiz – Ribalta di gloria (Yankee Doodle Dandy)
- 1944[16]
  - Michael Curtiz – Casablanca
  - Ernst Lubitsch – Il cielo può attendere (Heaven Can Wait)
  - Clarence Brown – La commedia umana (The Human Comedy)
  - Henry King – Bernadette (The Song of Bernadette)
  - George Stevens – Molta brigata vita beata (The More the Merrier)
- 1945[17]
  - Leo McCarey – La mia via (Going My Way)
  - Billy Wilder – La fiamma del peccato (Double Indemnity)
  - Otto Preminger – Vertigine (Laura)
  - Alfred Hitchcock – Prigionieri dell'oceano (Lifeboat)
  - Henry King – Wilson
- 1946[18]
  - Billy Wilder – Giorni perduti (The Lost Weekend)
  - Leo McCarey – Le campane di Santa Maria (The Bells of St. Mary's)
  - Alfred Hitchcock – Io ti salverò (Spellbound)
  - Clarence Brown – Gran Premio (National Velvet)
  - Jean Renoir – L'uomo del Sud (The Southerner)
- 1947[19]
  - William Wyler – I migliori anni della nostra vita (The Best Years of Our Lives)
  - Frank Capra – La vita è meravigliosa (It's a Wonderful Life)
  - David Lean – Breve incontro (Brief Encounter)
  - Robert Siodmak – I gangsters (The Killers)
  - Clarence Brown – Il cucciolo (The Yearling)
- 1948[20]
  - Elia Kazan – Barriera invisibile (Gentleman's Agreement)
  - Henry Koster – La moglie del vescovo (The Bishop's Wife)
  - Edward Dmytryk – Odio implacabile (Crossfire)
  - George Cukor – Doppia vita (A Double Life)
  - David Lean – Grandi speranze (Great Expectations)
- 1949[21]
  - John Huston – Il tesoro della Sierra Madre (The Treasure of the Sierra Madre)
  - Laurence Olivier – Amleto (Hamlet)
  - Jean Negulesco – Johnny Belinda
  - Fred Zinnemann – Odissea tragica (The Search)
  - Anatole Litvak – La fossa dei serpenti (The Snake Pit)

### 1950
- 1950[22]
  - Joseph L. Mankiewicz – Lettera a tre mogli (A Letter to Three Wives)
  - Robert Rossen – Tutti gli uomini del re (All the King's Men)
  - William A. Wellman – Bastogne (Battleground)
  - Carol Reed – Idolo infranto (The Fallen Idol)
  - William Wyler – L'ereditiera (The Heiress)
- 1951[23]
  - Joseph L. Mankiewicz – Eva contro Eva (All about Eve)
  - Billy Wilder – Viale del tramonto (Sunset Blvd.)
  - George Cukor – Nata ieri (Born Yesterday)
  - Carol Reed – Il terzo uomo (The Third Man)
  - John Huston – Giungla d'asfalto (The Asphalt Jungle)
- 1952[24]
  - George Stevens – Un posto al sole (A Place in the Sun)
  - Vincente Minnelli – Un americano a Parigi (An American in Paris)
  - William Wyler – Pietà per i giusti (Detective Story)
  - Elia Kazan – Un tram che si chiama Desiderio (A Streetcar Named Desire)
  - John Huston – La regina d'Africa (The African Queen)
- 1953[25]
  - John Ford – Un uomo tranquillo (The Quiet Man)
  - Joseph L. Mankiewicz – Operazione Cicero (Five Fingers)
  - Cecil B. DeMille – Il più grande spettacolo del mondo (The Greatest Show on Earth)
  - Fred Zinnemann – Mezzogiorno di fuoco (High Noon)
  - John Huston – Moulin Rouge
- 1954[26]
  - Fred Zinnemann – Da qui all'eternità (From Here to Eternity)
  - Charles Walters – Lili (Lili)
  - William Wyler – Vacanze romane (Roman Holiday)
  - George Stevens – Il cavaliere della valle solitaria (Shane), regia di George Stevens)
  - Billy Wilder – Stalag 17 (Stalag 17)
- 1955[27]
  - Elia Kazan – Fronte del porto (On the Waterfront)
  - George Seaton – La ragazza di campagna (The Country Girl)
  - William Wellman – Prigionieri del cielo (The High and the Mighty)
  - Alfred Hitchcock – La finestra sul cortile (Rear Window)
  - Billy Wilder – Sabrina
- 1956[28]
  - Delbert Mann – Marty, vita di un timido (Marty)
  - Joshua Logan – Picnic
  - John Sturges – Giorno maledetto (Bad Day at Black Rock)
  - Elia Kazan – La valle dell'Eden (East of Eden)
  - David Lean – Tempo d'estate (Summertime)
- 1957[29]
  - George Stevens – Il gigante (Giant)
  - Michael Anderson – Il giro del mondo in 80 giorni (Around the World in 80 Days)
  - William Wyler – La legge del Signore (Friendly Persuasion)
  - Walter Lang – Il re ed io (The King and I)
  - King Vidor – Guerra e pace (War and Peace)
- 1958[30]
  - David Lean – Il ponte sul fiume Kwai (The Bridge on the River Kwai)
  - Mark Robson – I peccatori di Peyton (Peyton Place)
  - Joshua Logan – Sayonara
  - Sidney Lumet – La parola ai giurati (Twelve Angry Men)
  - Billy Wilder – Testimone d'accusa (Witness for the Prosecution)
- 1959[31]
  - Vincente Minnelli – Gigi
  - Richard Brooks – La gatta sul tetto che scotta (Cat on a Hot Tin Roof)
  - Stanley Kramer – La parete di fango (The Defiant Ones)
  - Robert Wise – Non voglio morire (I Want to Live!)
  - Mark Robson – La locanda della sesta felicità (The Inn of the Sixth Happiness)

### 1960
- 1960[32]
  - William Wyler – Ben-Hur
  - George Stevens – Il diario di Anna Frank (The Diary of Anne Frank)
  - Fred Zinnemann – La storia di una monaca (The Nun's Story)
  - Jack Clayton – La strada dei quartieri alti (Room at the Top)
  - Billy Wilder – A qualcuno piace caldo (Some Like It Hot)
- 1961[33]
  - Billy Wilder – L'appartamento (The Apartment)
  - Jack Cardiff – Figli e amanti (Sons and Lovers)
  - Jules Dassin – Mai di domenica (Pote tin kyriaki)
  - Alfred Hitchcock – Psyco (Psycho)
  - Fred Zinnemann – I nomadi (The Sundowners)
- 1962[34]
  - Robert Wise e Jerome Robbins – West Side Story
  - Federico Fellini – La dolce vita
  - Stanley Kramer – Vincitori e vinti (Judgment at Nuremberg)
  - Robert Rossen – Lo spaccone (The Hustler)
  - J. Lee Thompson – I cannoni di Navarone (The Guns of Navarone)
- 1963[35]
  - David Lean – Lawrence d'Arabia (Lawrence of Arabia)
  - Pietro Germi – Divorzio all'italiana
  - Robert Mulligan – Il buio oltre la siepe (To Kill a Mockingbird)
  - Arthur Penn – Anna dei miracoli (The Miracle Worker)
  - Frank Perry – David e Lisa (David and Lisa)
- 1964[36]
  - Tony Richardson – Tom Jones
  - Federico Fellini – 8½
  - Elia Kazan – Il ribelle dell'Anatolia (America, America)
  - Otto Preminger – Il cardinale (The Cardinal)
  - Martin Ritt – Hud il selvaggio (Hud)
- 1965[37]
  - George Cukor – My Fair Lady
  - Michael Cacoyannis – Zorba il greco (Alexis Zorbas)
  - Peter Glenville – Becket e il suo re (Becket)
  - Stanley Kubrick – Il dottor Stranamore - Ovvero: come ho imparato a non preoccuparmi e ad amare la bomba (Dr. Strangelove or: How I Learned to Stop Worrying and Love the Bomb)
  - Robert Stevenson – Mary Poppins
- 1966[38]
  - Robert Wise – Tutti insieme appassionatamente (The Sound of Music)
  - David Lean – Il dottor Živago (Doctor Zhivago)
  - John Schlesinger – Darling
  - Hiroshi Teshigahara – La donna di sabbia (Suna no onna)
  - William Wyler – Il collezionista (The Collector)
- 1967[39]
  - Fred Zinnemann – Un uomo per tutte le stagioni (A Man for All Seasons)
  - Michelangelo Antonioni – Blow-Up
  - Richard Brooks – I professionisti (The Professionals)
  - Claude Lelouch – Un uomo, una donna  (Un homme et une femme)
  - Mike Nichols – Chi ha paura di Virginia Woolf? (Who's Afraid of Virginia Woolf?)
- 1968[40]
  - Mike Nichols – Il laureato (The Graduate)
  - Richard Brooks – A sangue freddo (In Cold Blood)
  - Norman Jewison – La calda notte dell'ispettore Tibbs (In the Heat of the Night)
  - Stanley Kramer – Indovina chi viene a cena? (Guess Who's Coming to Dinner)
  - Arthur Penn – Gangster Story (Bonnie and Clyde)
- 1969[41]
  - Carol Reed – Oliver!
  - Anthony Harvey – Il leone d'inverno (The Lion in Winter)
  - Stanley Kubrick – 2001: Odissea nello spazio (2001: A Space Odyssey)
  - Gillo Pontecorvo – La battaglia di Algeri
  - Franco Zeffirelli – Romeo e Giulietta

### 1970
- 1970[42]
  - John Schlesinger – Un uomo da marciapiede (Midnight Cowboy)
  - Costa-Gavras – Z - L'orgia del potere (Z)
  - George Roy Hill – Butch Cassidy (Butch Cassidy and the Sundance Kid)
  - Arthur Penn – Alice's Restaurant
  - Sydney Pollack – Non si uccidono così anche i cavalli? (They Shoot Horses, Don't They?)
- 1971[43]
  - Franklin Schaffner – Patton, generale d'acciaio (Patton)
  - Robert Altman – M*A*S*H
  - Federico Fellini – Satyricon
  - Arthur Hiller – Love Story
  - Ken Russell – Donne in amore (Women in Love)
- 1972[44]
  - William Friedkin – Il braccio violento della legge (The French Connection)
  - Peter Bogdanovich – L'ultimo spettacolo (The Last Picture Show)
  - Norman Jewison – Il violinista sul tetto (Fiddler on the Roof)
  - Stanley Kubrick – Arancia meccanica (A Clockwork Orange)
  - John Schlesinger – Domenica, maledetta domenica (Sunday, Bloody Sunday)
- 1973[45]
  - Bob Fosse – Cabaret
  - John Boorman – Un tranquillo weekend di paura (Deliverance)
  - Francis Ford Coppola – Il padrino (The Godfather)
  - Joseph L. Mankiewicz – Gli insospettabili (Sleuth)
  - Jan Troell – Karl e Kristina (Utvandrarna)
- 1974[46]
  - George Roy Hill – La stangata (The Sting)
  - Ingmar Bergman – Sussurri e grida (Viskiningar Och Rop)
  - Bernardo Bertolucci – Ultimo tango a Parigi
  - William Friedkin – L'esorcista (The Exorcist)
  - George Lucas – American Graffiti
- 1975[47]
  - Francis Ford Coppola – Il padrino - Parte II (The Godfather: Part II)
  - John Cassavetes – Una moglie (A Woman Under the Influence)
  - Bob Fosse – Lenny
  - Roman Polański – Chinatown
  - François Truffaut – Effetto notte (La nuit américaine)
- 1976[48]
  - Miloš Forman – Qualcuno volò sul nido del cuculo (One Flew Over the Cuckoo's Nest)
  - Robert Altman – Nashville
  - Federico Fellini – Amarcord
  - Stanley Kubrick – Barry Lyndon
  - Sidney Lumet – Quel pomeriggio di un giorno da cani (Dog Day Afternoon)
- 1977[49]
  - John G. Avildsen – Rocky
  - Ingmar Bergman – L'immagine allo specchio (Ansikte mot ansikte)
  - Sidney Lumet – Quinto potere (Network)
  - Alan J. Pakula – Tutti gli uomini del presidente (All the President's Men)
  - Lina Wertmüller – Pasqualino Settebellezze
- 1978[50]
  - Woody Allen – Io e Annie (Annie Hall)
  - George Lucas – Guerre stellari (Star Wars)
  - Herbert Ross – Due vite, una svolta (The Turning Point)
  - Steven Spielberg – Incontri ravvicinati del terzo tipo (Close Encounters of the Third Kind)
  - Fred Zinnemann – Giulia (Julia)
- 1979[51]
  - Michael Cimino – Il cacciatore (The Deer Hunter)
  - Woody Allen – Interiors
  - Hal Ashby – Tornando a casa (Coming Home)
  - Warren Beatty e Buck Henry – Il paradiso può attendere (Heaven Can Wait)
  - Alan Parker – Fuga di mezzanotte (Midnight Express)

### 1980
- 1980[52]
  - Robert Benton – Kramer contro Kramer (Kramer vs. Kramer)
  - Francis Ford Coppola – Apocalypse Now
  - Bob Fosse – All That Jazz - Lo spettacolo continua (All That Jazz)
  - Édouard Molinaro – Il vizietto (La Cage aux Folles)
  - Peter Yates – All American Boys (Breaking Away)
- 1981[53]
  - Robert Redford – Gente comune (Ordinary People)
  - David Lynch – The Elephant Man
  - Roman Polański – Tess
  - Richard Rush – Professione pericolo (The Stunt Man)
  - Martin Scorsese – Toro scatenato (Raging Bull)
- 1982[54]
  - Warren Beatty – Reds
  - Hugh Hudson – Momenti di gloria (Chariots of Fire)
  - Louis Malle – Atlantic City, U.S.A. (Atlantic City)
  - Mark Rydell – Sul lago dorato (On Golden Pond)
  - Steven Spielberg – I predatori dell'arca perduta (Raiders of the Lost Ark)
- 1983[55]
  - Richard Attenborough – Gandhi
  - Sidney Lumet – Il verdetto (The Verdict)
  - Wolfgang Petersen – U-Boot 96 (Das Boot)
  - Sydney Pollack – Tootsie (Tootsie)
  - Steven Spielberg – E.T. l'extra-terrestre (E.T. the Extra-Terrestrial)
- 1984[56]
  - James L. Brooks – Voglia di tenerezza (Terms of Endearment)
  - Bruce Beresford – Tender Mercies - Un tenero ringraziamento (Tender Mercies)
  - Ingmar Bergman – Fanny e Alexander (Fanny and Alexander)
  - Mike Nichols – Silkwood
  - Peter Yates – Il servo di scena (The Dresser)
- 1985[57]
  - Miloš Forman – Amadeus
  - Woody Allen – Broadway Danny Rose
  - Robert Benton – Le stagioni del cuore (Places in the Heart)
  - Roland Joffé – Urla del silenzio (The Killing Fields)
  - David Lean – Passaggio in India (A Passage to India)
- 1986[58]
  - Sydney Pollack – La mia Africa (Out of Africa)
  - Héctor Babenco – Il bacio della donna ragno (Kiss of the Spider Woman)
  - John Huston – L'onore dei Prizzi (Prizzi's Honor)
  - Akira Kurosawa – Ran
  - Peter Weir – Witness - Il testimone (Witness)
- 1987[59]
  - Oliver Stone – Platoon
  - Woody Allen – Hannah e le sue sorelle (Hannah and Her Sisters)
  - James Ivory – Camera con vista (A Room with a View)
  - Roland Joffé – Mission (The Mission)
  - David Lynch – Velluto blu (Blue Velvet)
- 1988[60]
  - Bernardo Bertolucci – L'ultimo imperatore (The Last Emperor)
  - John Boorman – Anni '40 (Hope and Glory)
  - Lasse Hallström – La mia vita a quattro zampe (My Life as a Dog)
  - Norman Jewison – Stregata dalla luna (Moonstruck)
  - Adrian Lyne – Attrazione fatale (Fatal Attraction)
- 1989[61]
  - Barry Levinson – Rain Man - L'uomo della pioggia (Rain Man)
  - Charles Crichton – Un pesce di nome Wanda (A Fish Called Wanda)
  - Mike Nichols – Una donna in carriera (Working Girl)
  - Alan Parker – Mississippi Burning - Le radici dell'odio (Mississippi Burning)
  - Martin Scorsese – L'ultima tentazione di Cristo (The Last Temptation of Christ)

### 1990
- 1990[62]

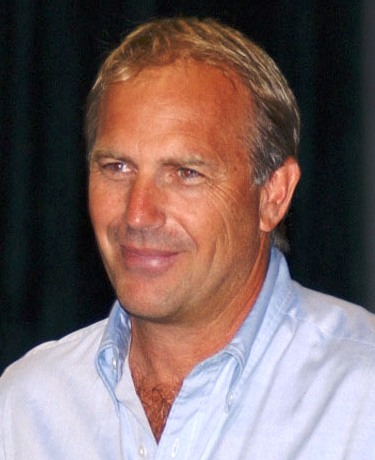
Kevin Costner vincitore nel 1991.

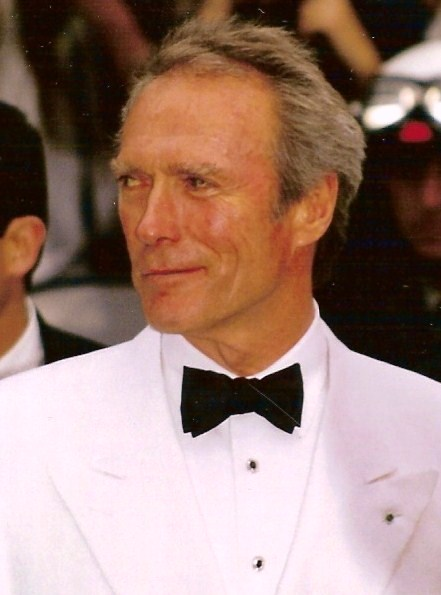
Clint Eastwood vincitore nel 1993 e nel 2005.

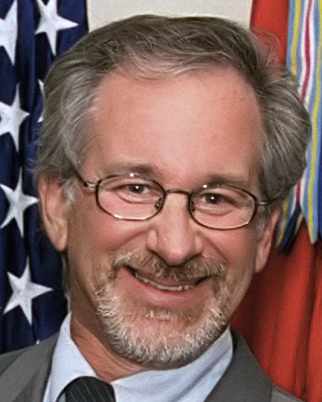
Steven Spielberg vincitore nel 1994 e nel 1999.

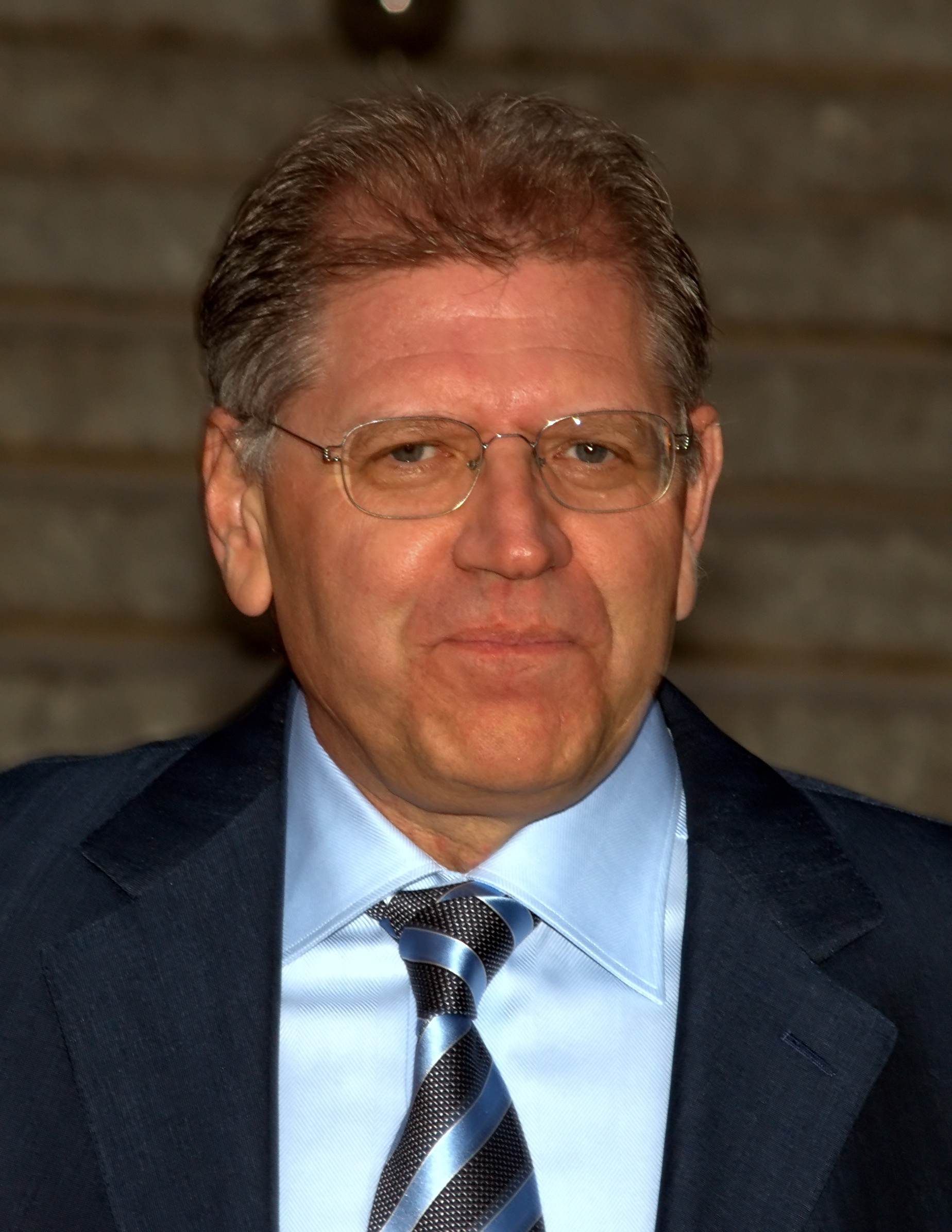
Robert Zemeckis, vincitore nel 1995.

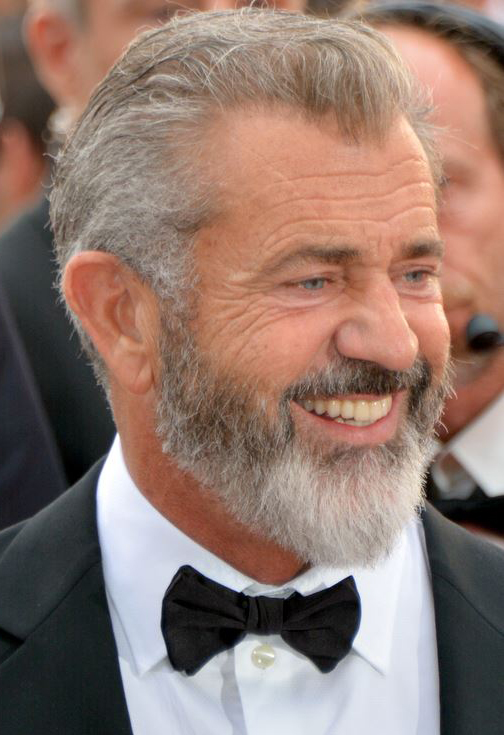
Mel Gibson, vincitore nel 1996.

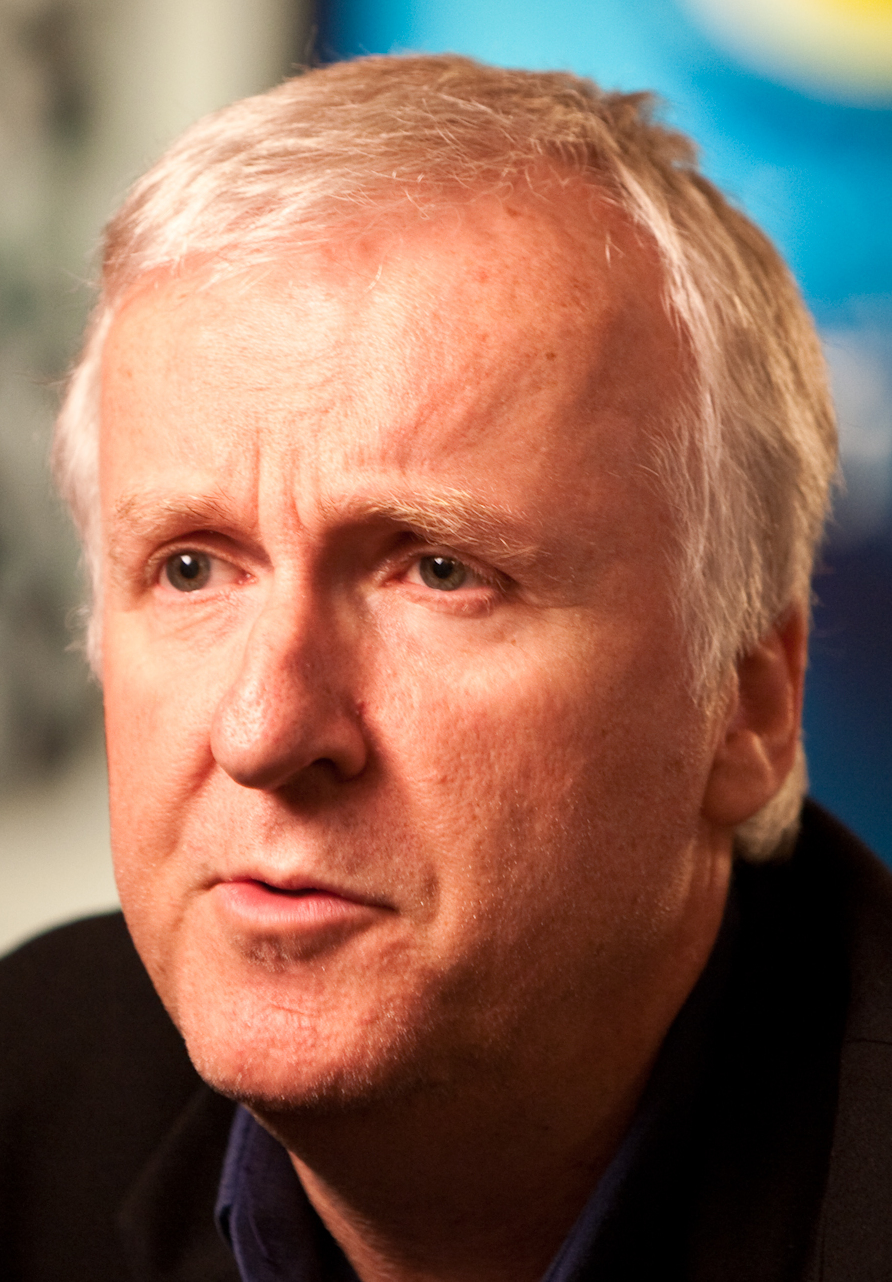
James Cameron vincitore nel 1998.

  - Oliver Stone – Nato il quattro luglio (Born on the Fourth of July)
  - Woody Allen – Crimini e misfatti (Crimes and Misdemeanors)
  - Kenneth Branagh – Enrico V (Henry V)
  - Jim Sheridan – Il mio piede sinistro (My Left Foot)
  - Peter Weir – L'attimo fuggente (Dead Poets Society)
- 1991[63]
  - Kevin Costner – Balla coi lupi (Dances with Wolves)
  - Martin Scorsese – Quei bravi ragazzi (Goodfellas)
  - Francis Ford Coppola – Il padrino - Parte III (The Godfather: Part III)
  - Stephen Frears – Rischiose abitudini (The Grifters)
  - Barbet Schroeder – Il mistero Von Bulow (Reversal of Fortune)
- 1992[64]
  - Jonathan Demme – Il silenzio degli innocenti (The Silence of the Lambs)
  - Barry Levinson – Bugsy
  - Ridley Scott – Thelma & Louise
  - John Singleton – Boyz n the Hood - Strade violente (Boyz n the Hood)
  - Oliver Stone – JFK - Un caso ancora aperto (JFK)
- 1993[65]
  - Clint Eastwood – Gli spietati (Unforgiven)
  - Robert Altman – I protagonisti (The Player)
  - Martin Brest – Scent of a Woman - Profumo di donna (Scent of a Woman)
  - James Ivory – Casa Howard (Howards End)
  - Neil Jordan – La moglie del soldato (The Crying Game)
- 1994[66]
  - Steven Spielberg – Schindler's List - La lista di Schindler
  - Robert Altman – America oggi (Short Cuts)
  - Jane Campion – Lezioni di piano (The Piano)
  - James Ivory – Quel che resta del giorno (The Remains of the Day)
  - Jim Sheridan – Nel nome del padre (In the Name of the Father)
- 1995[67]
  - Robert Zemeckis – Forrest Gump
  - Quentin Tarantino – Pulp Fiction
  - Woody Allen – Pallottole su Broadway (Bullets Over Broadway)
  - Robert Redford – Quiz Show
  - Krzysztof Kieślowski – Tre colori - Film rosso (Trois couleurs: Rouge)
- 1996[68]
  - Mel Gibson – Braveheart - Cuore impavido (Braveheart)
  - Tim Robbins – Dead Man Walking - Condannato a morte (Dead Man Walking)
  - Mike Figgis – Via da Las Vegas (Leaving Las Vegas)
  - Michael Radford – Il postino
  - Chris Noonan – Babe - Maialino coraggioso (Babe)
- 1997[69]
  - Anthony Minghella – Il paziente inglese (The English Patient)
  - Joel Coen – Fargo
  - Miloš Forman – Larry Flynt - oltre lo scandalo (The People vs. Larry Flynt)
  - Mike Leigh – Segreti e bugie (Secrets and Lies)
  - Scott Hicks – Shine
- 1998[70]
  - James Cameron – Titanic
  - Peter Cattaneo – Full Monty - Squattrinati organizzati (The Full Monty)
  - Gus Van Sant – Will Hunting - Genio ribelle (Good Will Hunting)
  - Curtis Hanson – L.A. Confidential
  - Atom Egoyan – Il dolce domani (The Sweet Hereafter)
- 1999[71]
  - Steven Spielberg – Salvate il soldato Ryan (Saving Private Ryan)
  - John Madden – Shakespeare in Love
  - Terrence Malick – La sottile linea rossa (The Thin Red Line)
  - Roberto Benigni – La vita è bella
  - Peter Weir – The Truman Show

### 2000
- 2000[72]
  - Sam Mendes – American Beauty

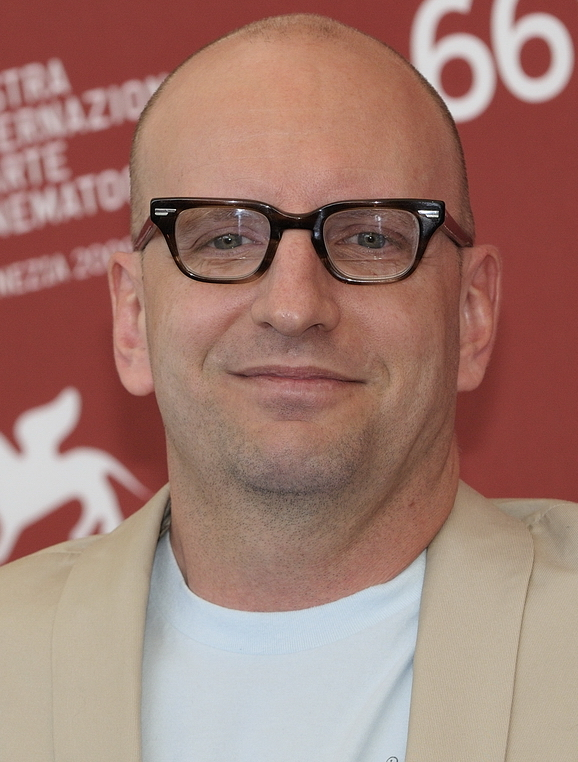
Steven Soderbergh vincitore nel 2001.

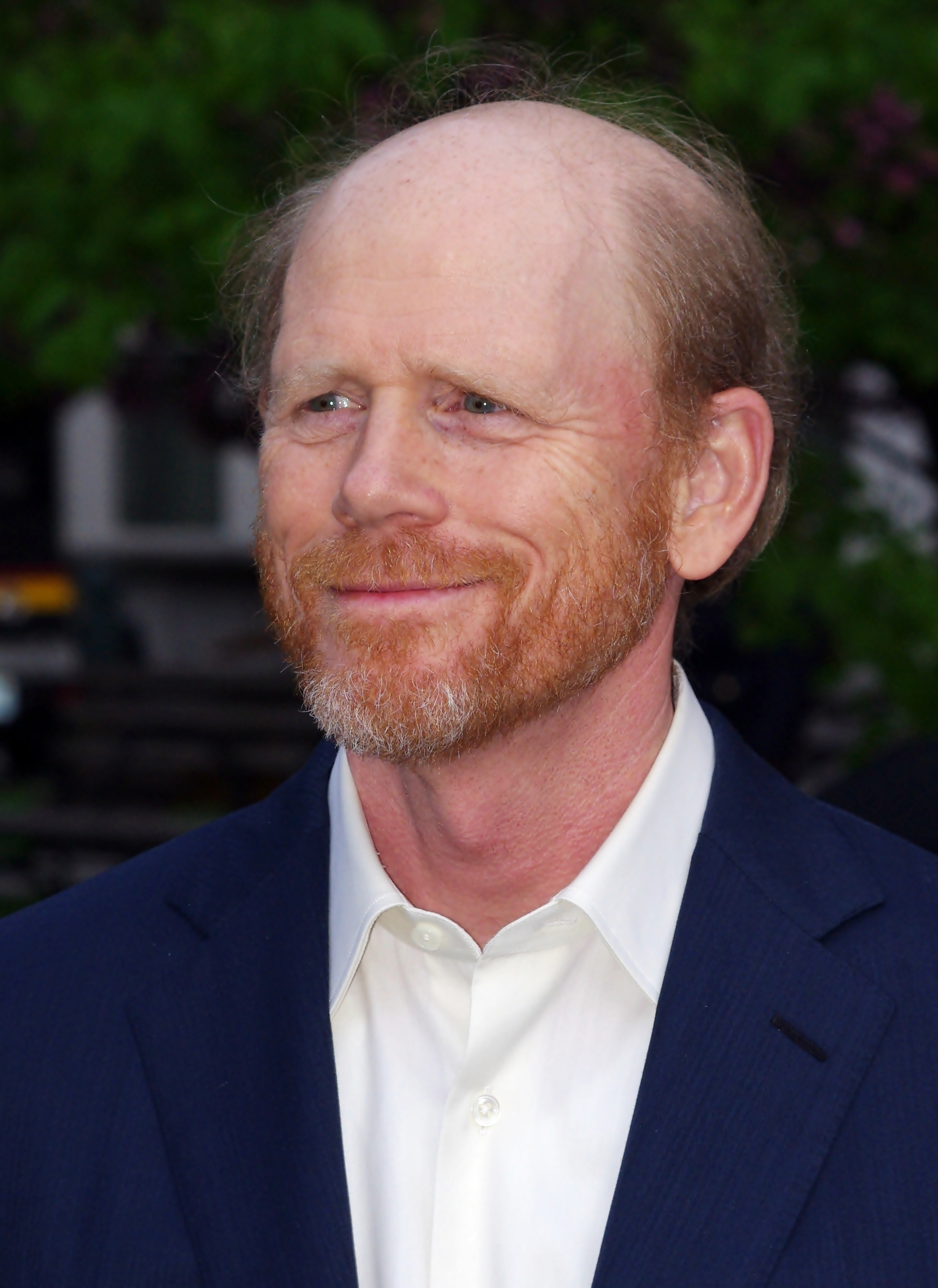
Ron Howard vincitore nel 2002.

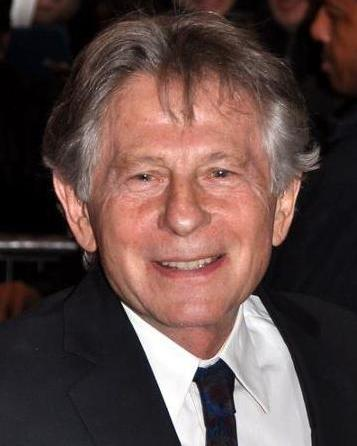
Roman Polański vincitore nel 2003.

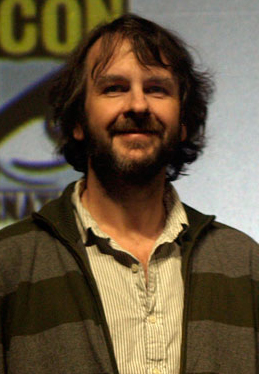
Peter Jackson vincitore nel 2004.

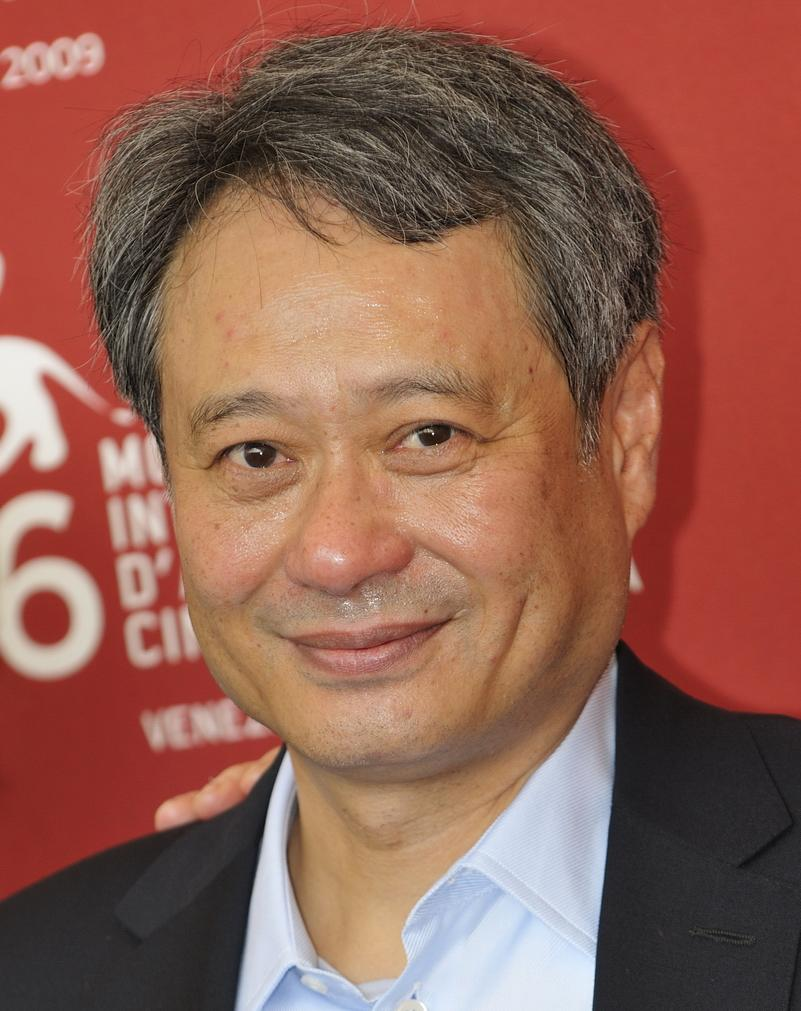
Ang Lee vincitore nel 2006 e nel 2013.

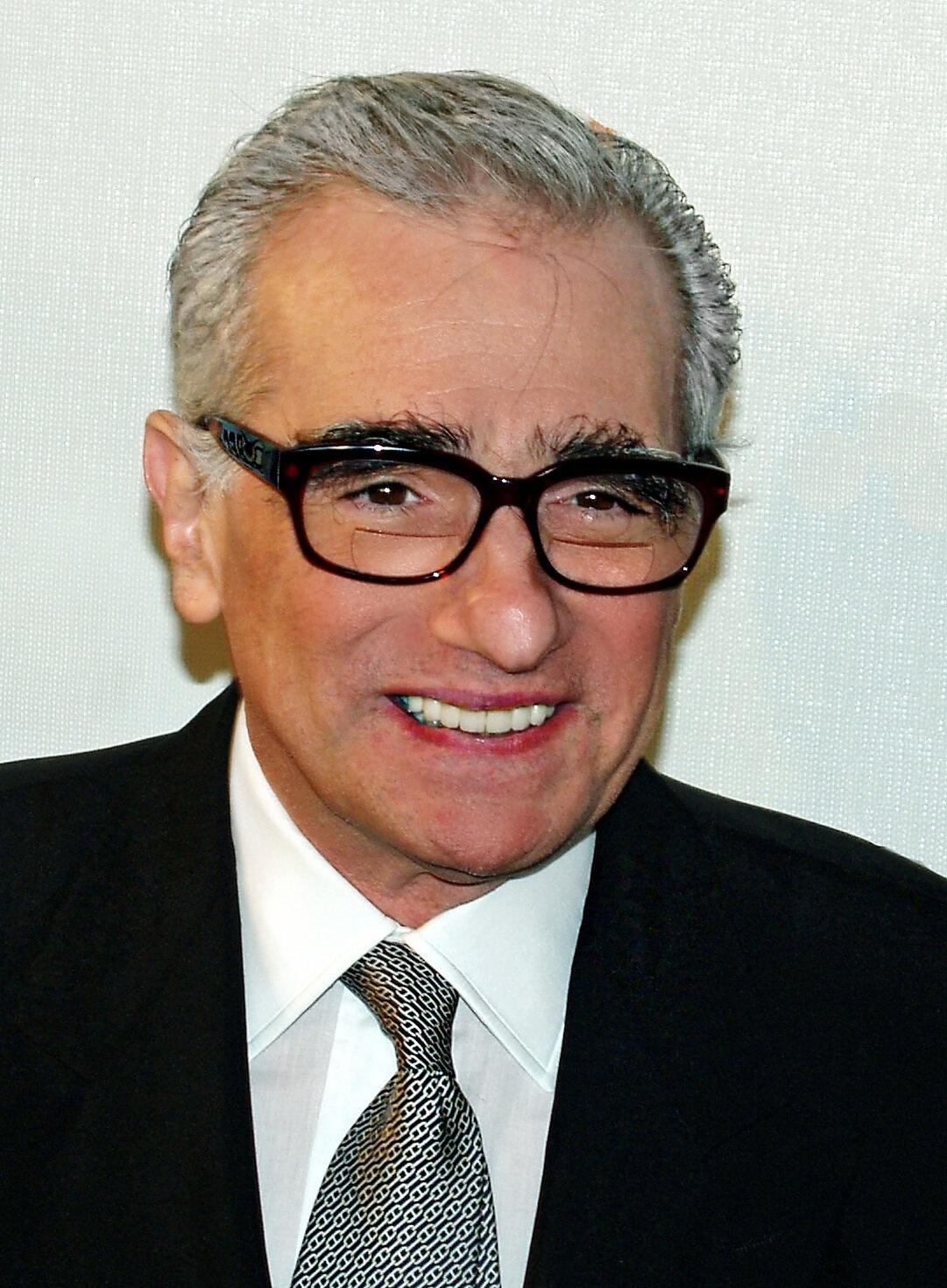
Martin Scorsese, vincitore nel 2007.

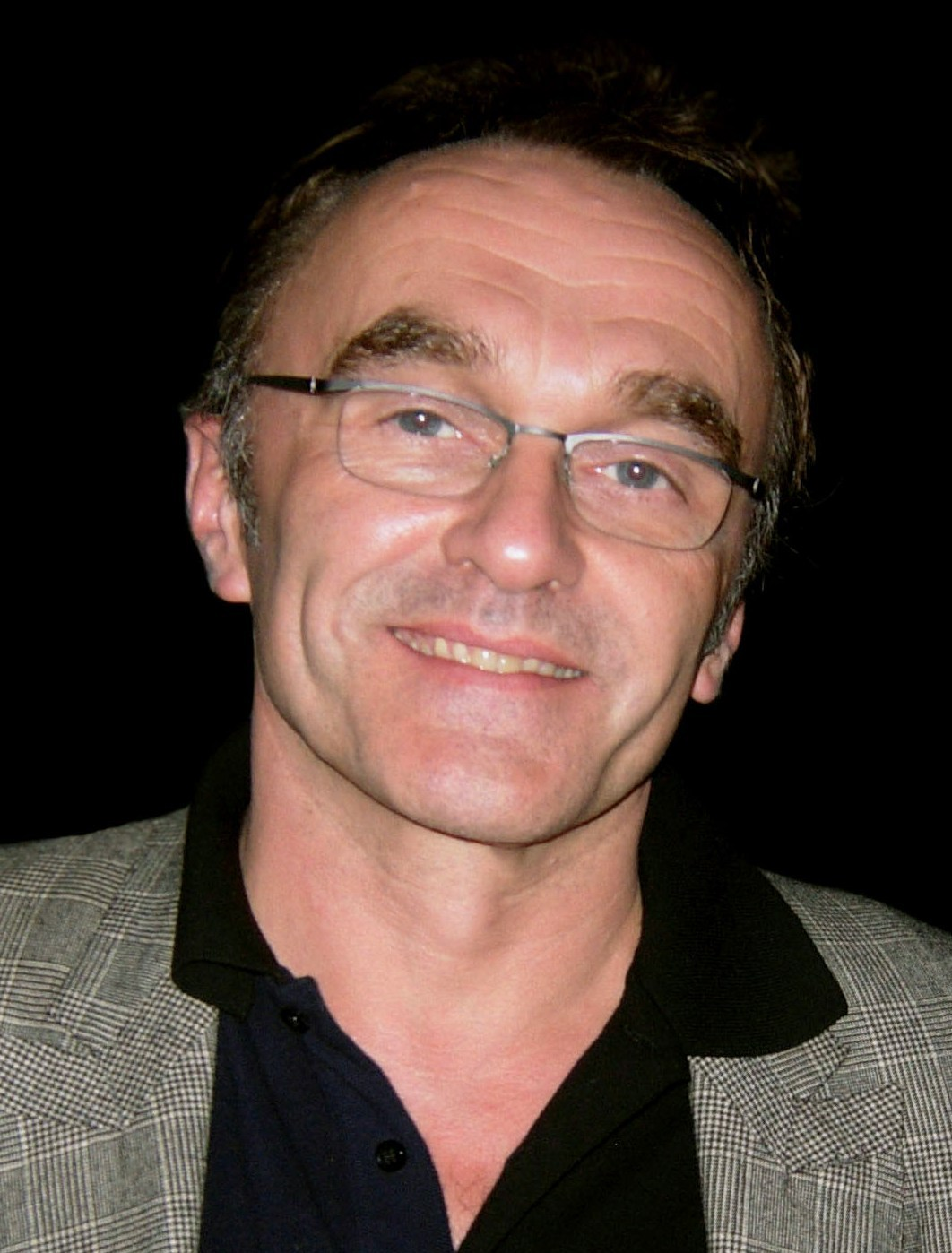
Danny Boyle vincitore nel 2009.

  - Lasse Hallström – Le regole della casa del sidro (The Cider House Rules)
  - Spike Jonze – Essere John Malkovich (Being John Malkovich)
  - Michael Mann – Insider - Dietro la verità (The Insider)
  - M. Night Shyamalan – The Sixth Sense - Il sesto senso (The Sixth Sense)
- 2001[73]
  - Steven Soderbergh – Traffic
  - Stephen Daldry – Billy Elliot
  - Ang Lee – La tigre e il dragone (Wo hu cang long)
  - Steven Soderbergh – Erin Brockovich - Forte come la verità (Erin Brockovich)
  - Ridley Scott – Il gladiatore (Gladiator)
- 2002[74]
  - Ron Howard – A Beautiful Mind
  - Robert Altman – Gosford Park
  - Peter Jackson – Il Signore degli Anelli - La Compagnia dell'Anello (The Lord of the Rings: The Fellowship of the Ring)
  - David Lynch – Mulholland Drive
  - Ridley Scott – Black Hawk Down - Black Hawk abbattuto
- 2003[75]
  - Roman Polański – Il pianista (The Pianist)
  - Pedro Almodóvar – Parla con lei (Hable con ella)
  - Rob Marshall – Chicago
  - Stephen Daldry – The Hours
  - Martin Scorsese – Gangs of New York
- 2004[76]
  - Peter Jackson – Il Signore degli Anelli - Il ritorno del re (The Lord of the Rings: The Return of the King)
  - Fernando Meirelles – City of God (Cidade de Deus)
  - Sofia Coppola – Lost in Translation - L'amore tradotto (Lost in Translation)
  - Peter Weir – Master & Commander - Sfida ai confini del mare (Master and Commander: The Far Side of the World)
  - Clint Eastwood – Mystic River
- 2005[77]
  - Clint Eastwood – Million Dollar Baby
  - Martin Scorsese – The Aviator
  - Taylor Hackford – Ray
  - Alexander Payne – Sideways - In viaggio con Jack (Sideways)
  - Mike Leigh – Il segreto di Vera Drake (Vera Drake)
- 2006[78]
  - Ang Lee – I segreti di Brokeback Mountain (Brokeback Mountain)
  - Bennett Miller – Truman Capote - A sangue freddo (Capote)
  - Paul Haggis – Crash - Contatto fisico (Crash)
  - George Clooney – Good Night, and Good Luck.
  - Steven Spielberg – Munich
- 2007[79]
  - Martin Scorsese – The Departed - Il bene e il male (The Departed)
  - Clint Eastwood – Lettere da Iwo Jima (Letters from Iwo Jima)
  - Stephen Frears – The Queen - La regina (The Queen)
  - Alejandro González Iñárritu – Babel
  - Paul Greengrass – United 93
- 2008[80]
  - Joel ed Ethan Coen – Non è un paese per vecchi (No Country for Old Men)
  - Julian Schnabel – Lo scafandro e la farfalla (Le scaphandre et le papillon)
  - Jason Reitman – Juno
  - Tony Gilroy – Michael Clayton
  - Paul Thomas Anderson – Il petroliere (There Will Be Blood)
- 2009[81]
  - Danny Boyle – The Millionaire (Slumdog Mollionaire)
  - Stephen Daldry – The Reader - A voce alta (The Reader)
  - David Fincher – Il curioso caso di Benjamin Button (The Curious Case of Benjamin Button)
  - Ron Howard – Frost/Nixon - Il duello (Frost/Nixon)
  - Gus Van Sant – Milk

### 2010
- 2010[82]

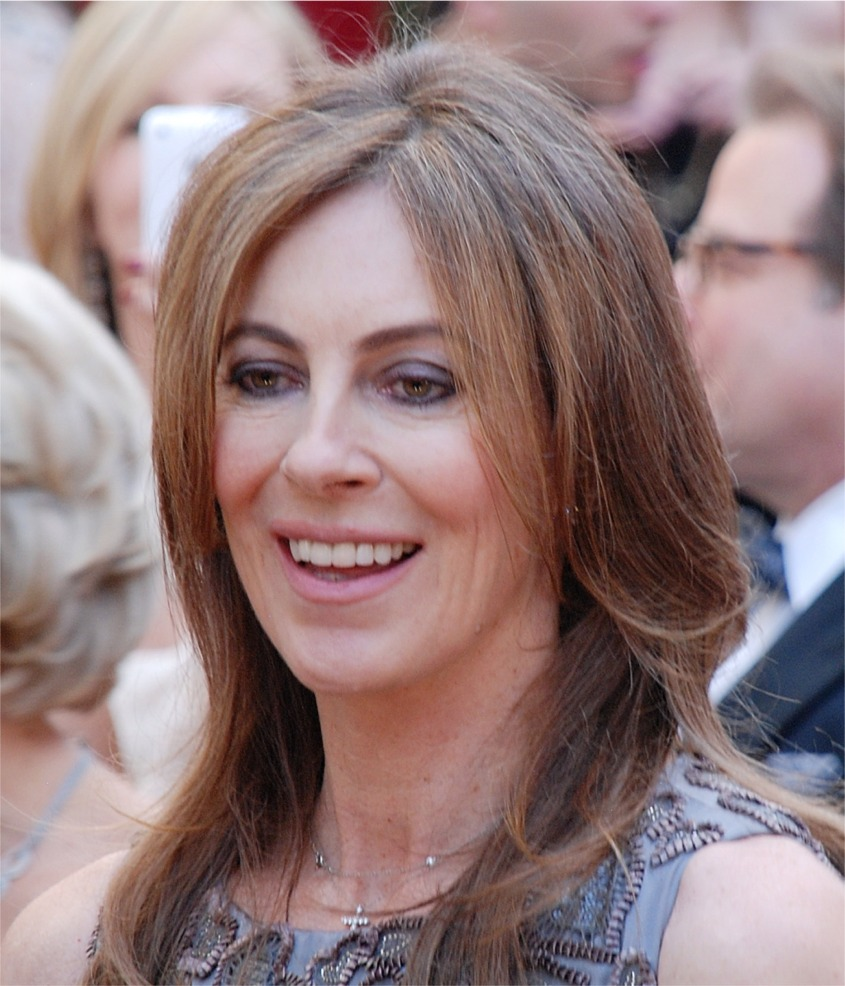
Kathryn Bigelow, vincitrice nel 2010.

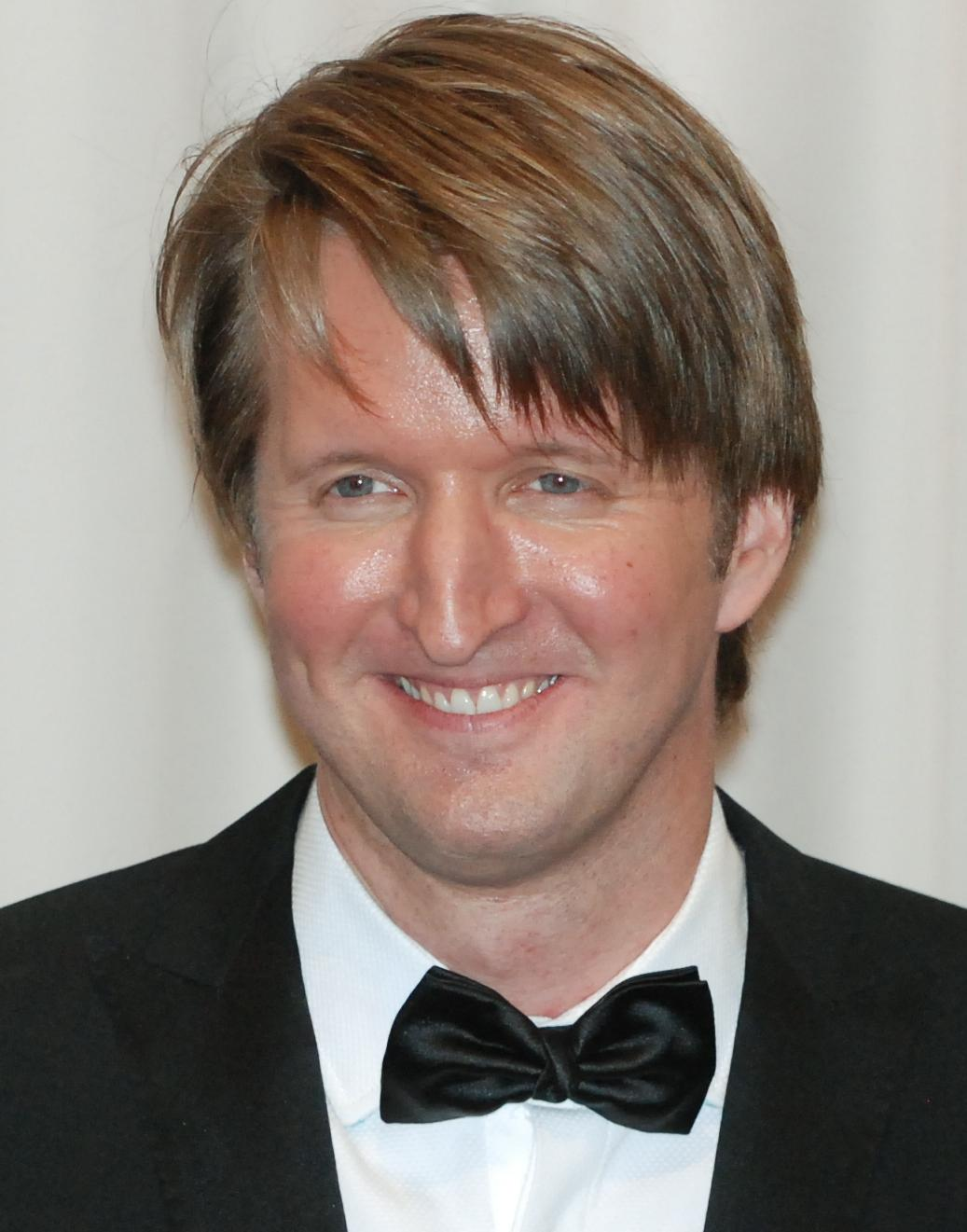
Tom Hooper, vincitore nel 2011.

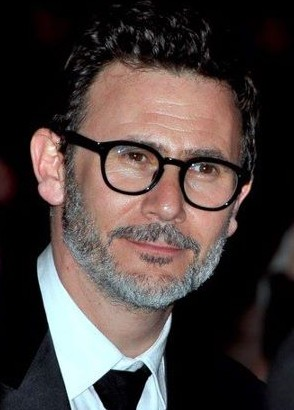
Michel Hazanavicius, vincitore nel 2012.

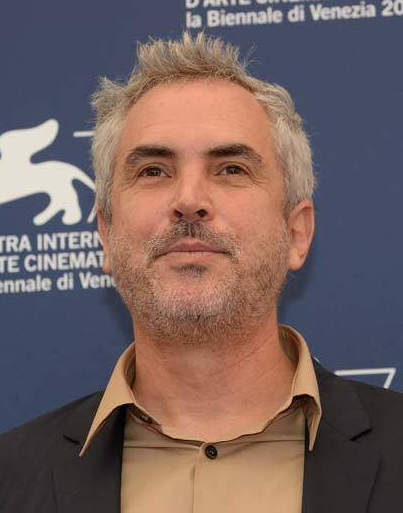
Alfonso Cuarón, vincitore nel 2014 e nel 2019.

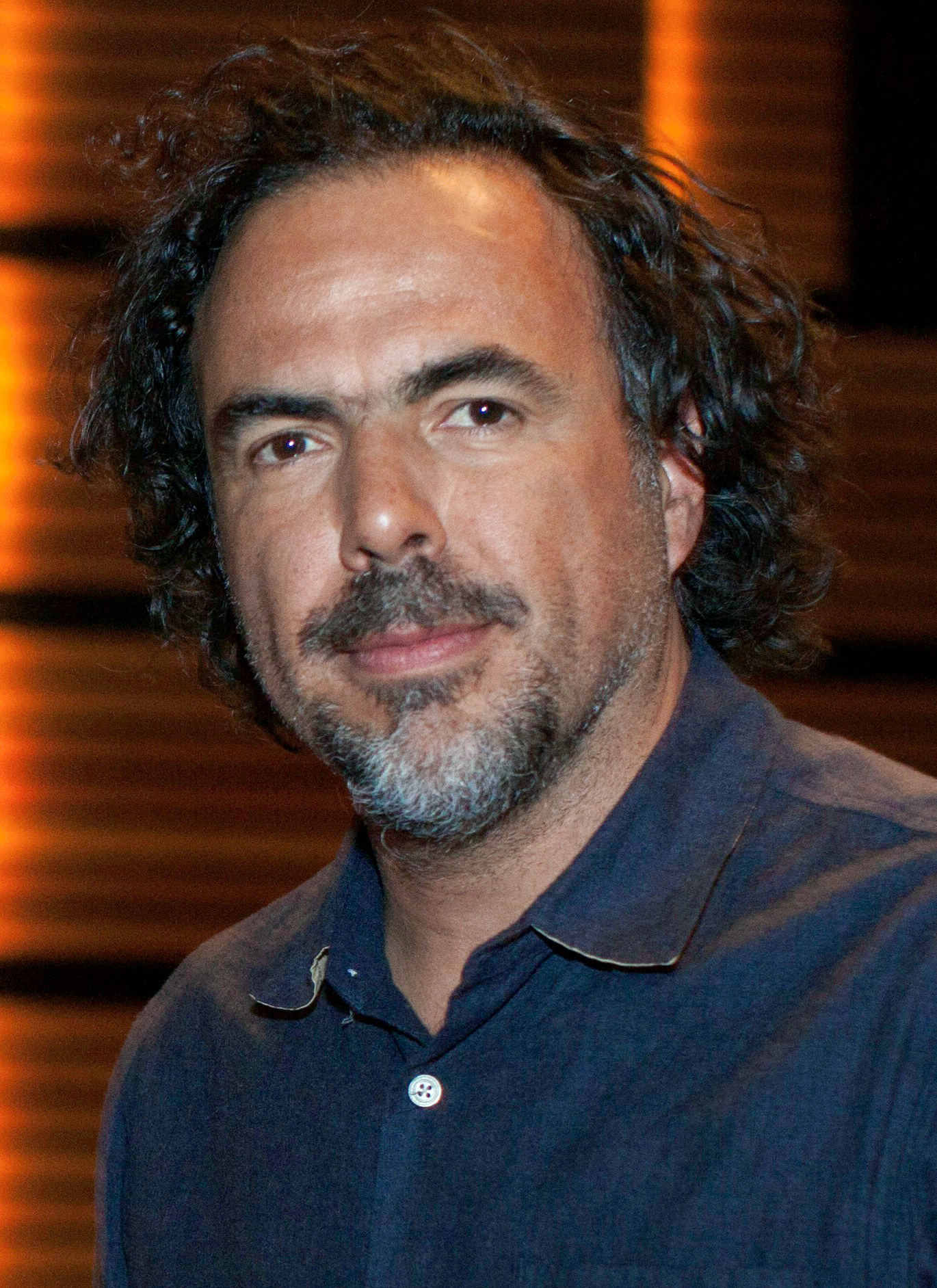
Alejandro González Iñárritu, vincitore per due anni consecutivi: 2015 e 2016.

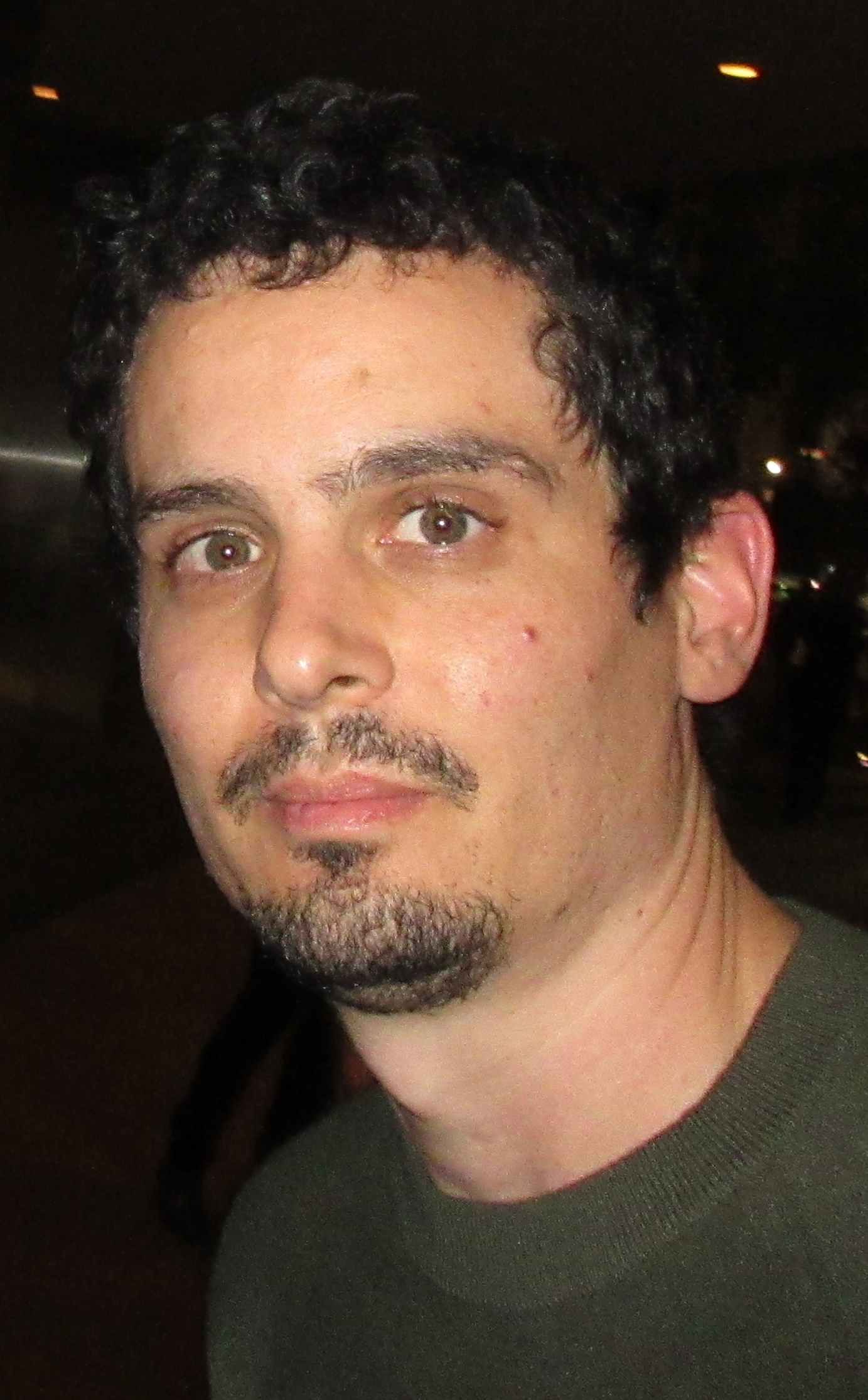
Damien Chazelle, vincitore nel 2017.

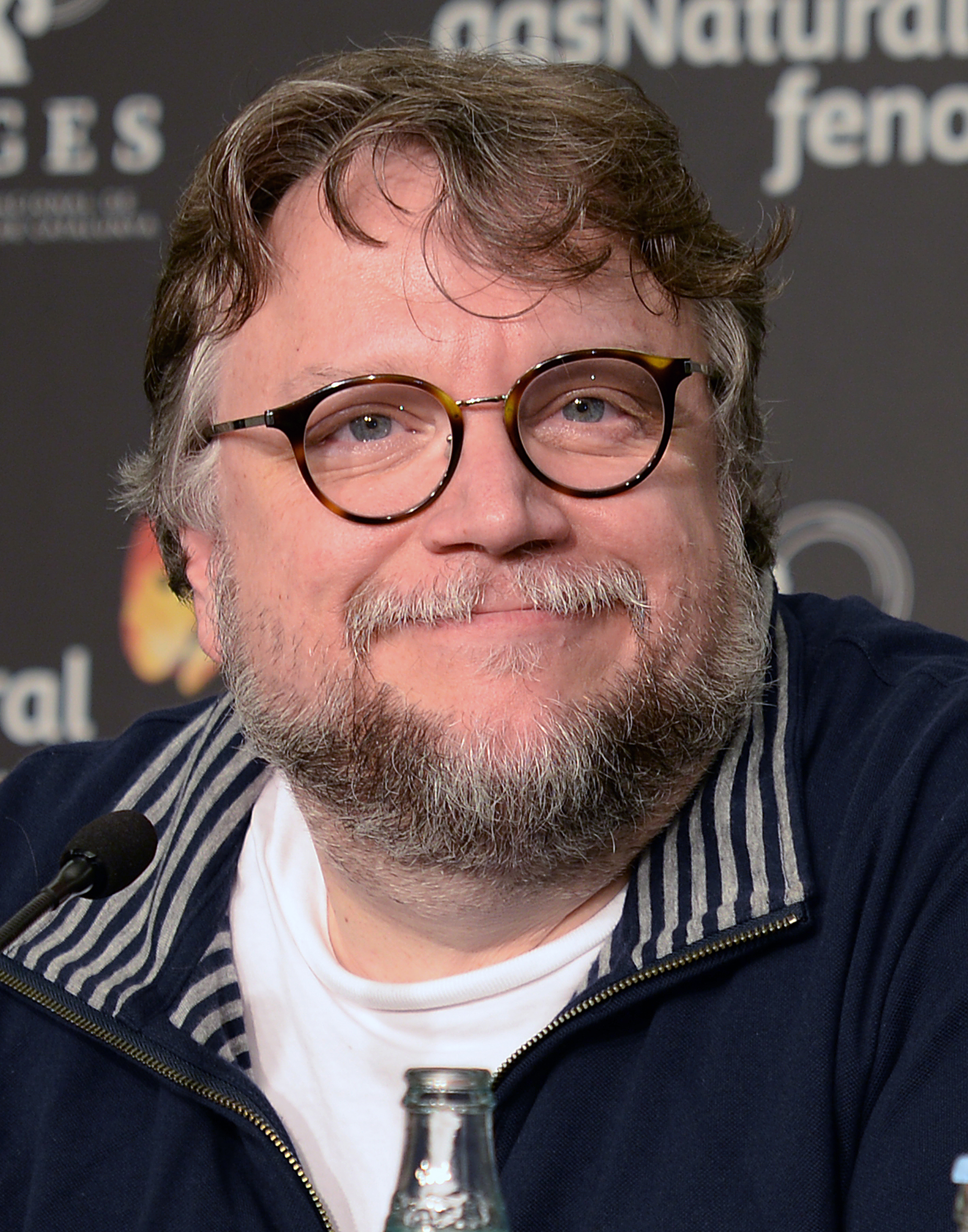
Guillermo del Toro, vincitore nel 2018.

  - Kathryn Bigelow – The Hurt Locker
  - James Cameron – Avatar
  - Quentin Tarantino – Bastardi senza gloria - (Inglourious Basterds)
  - Lee Daniels – Precious
  - Jason Reitman – Tra le nuvole (Up in the Air)
- 2011[83]
  - Tom Hooper – Il discorso del re (The King's Speech)
  - Darren Aronofsky – Il cigno nero (Black Swan)
  - Joel ed Ethan Coen – Il Grinta (True Grit)
  - David Fincher – The Social Network
  - David O. Russell – The Fighter
- 2012[84]
  - Michel Hazanavicius – The Artist
  - Woody Allen – Midnight in Paris
  - Terrence Malick – The Tree of Life
  - Alexander Payne – Paradiso amaro (The Descendants)
  - Martin Scorsese – Hugo Cabret (Hugo)
- 2013[85]
  - Ang Lee - Vita di Pi
  - Steven Spielberg - Lincoln
  - David O. Russell - Il lato positivo - Silver Linings Playbook
  - Michael Haneke - Amour
  - Benh Zeitlin - Re della terra selvaggia (Beasts of the Southern Wild)
- 2014[86]
  - Alfonso Cuarón - Gravity
  - Steve McQueen - 12 anni schiavo (12 Years a Slave)
  - Alexander Payne - Nebraska
  - David O. Russell - American Hustle - L'apparenza inganna (American Hustle)
  - Martin Scorsese - The Wolf of Wall Street
- 2015[87]
  - Alejandro González Iñárritu - Birdman
  - Wes Anderson - Grand Budapest Hotel (The Grand Budapest Hotel)
  - Richard Linklater - Boyhood
  - Bennett Miller - Foxcatcher - Una storia americana (Foxcatcher)
  - Morten Tyldum - The Imitation Game
- 2016[88]
  - Alejandro González Iñárritu - Revenant - Redivivo (The Revenant)
  - Lenny Abrahamson - Room
  - Tom McCarthy - Il caso Spotlight (Spotlight)
  - Adam McKay - La grande scommessa (The Big Short)
  - George Miller - Mad Max: Fury Road
- 2017[89]
  - Damien Chazelle - La La Land
  - Barry Jenkins - Moonlight
  - Kenneth Lonergan - Manchester by the Sea
  - Denis Villeneuve - Arrival
  - Mel Gibson - La battaglia di Hacksaw Ridge (Hacksaw Ridge)
- 2018[90]
  - Guillermo del Toro – La forma dell'acqua - The Shape of Water (The Shape of Water)
  - Paul Thomas Anderson – Il filo nascosto (Phantom Thread)
  - Greta Gerwig – Lady Bird
  - Christopher Nolan – Dunkirk
  - Jordan Peele – Scappa - Get Out (Get Out)
- 2019[91]
  - Alfonso Cuarón – Roma
  - Yorgos Lanthimos – La favorita (The Favourite)
  - Spike Lee – BlacKkKlansman
  - Adam McKay – Vice - L'uomo nell'ombra (Vice)
  - Paweł Pawlikowski – Cold War (Zimna wojna)

### 2020
- 2020[92]

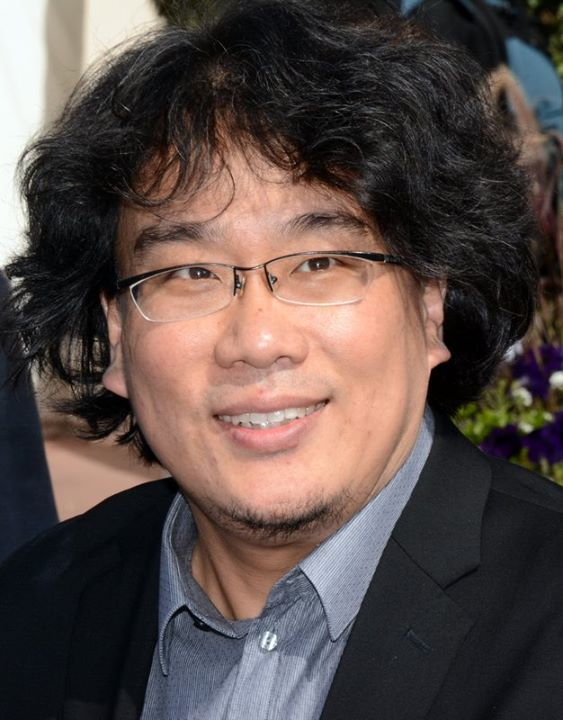
Bong Joon-ho, vincitore nel 2020.

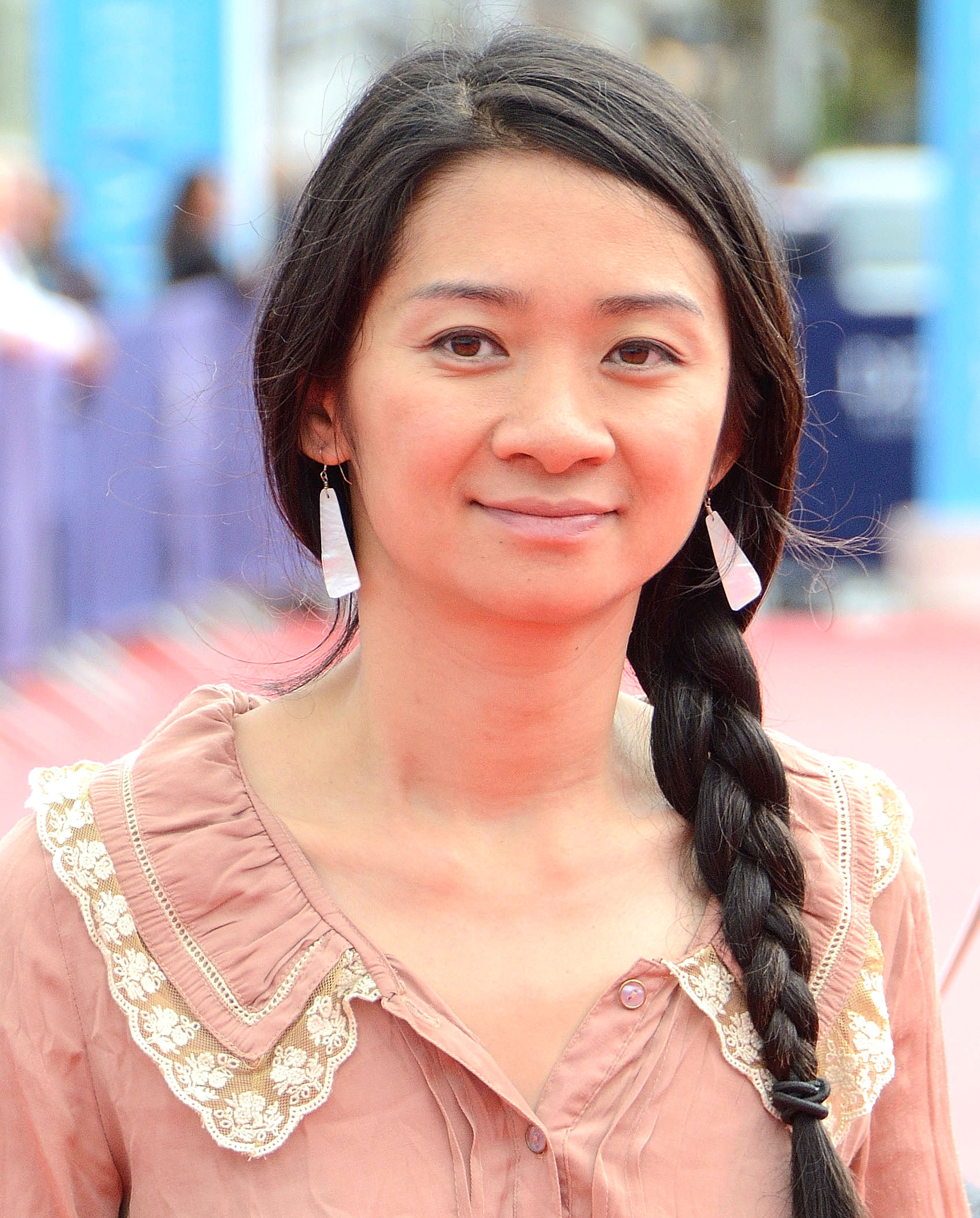
Chloé Zhao, vincitrice nel 2021.

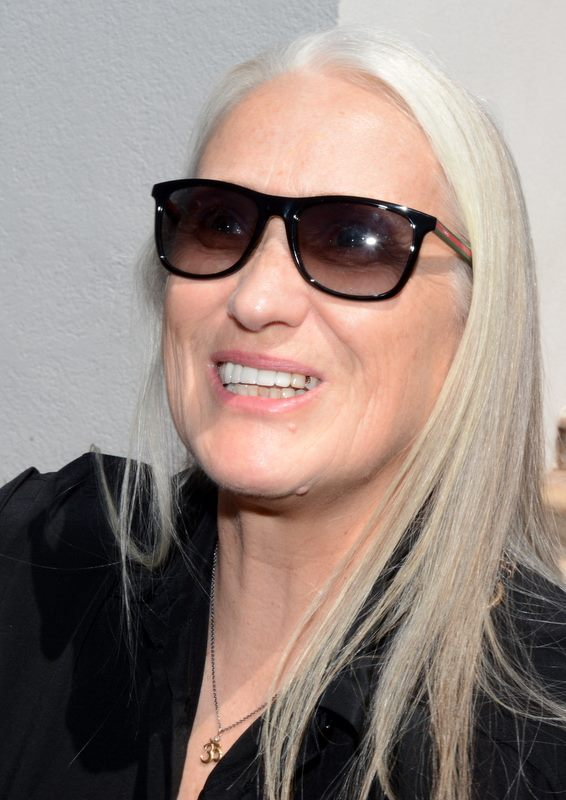
Jane Campion, vincitrice nel 2022.

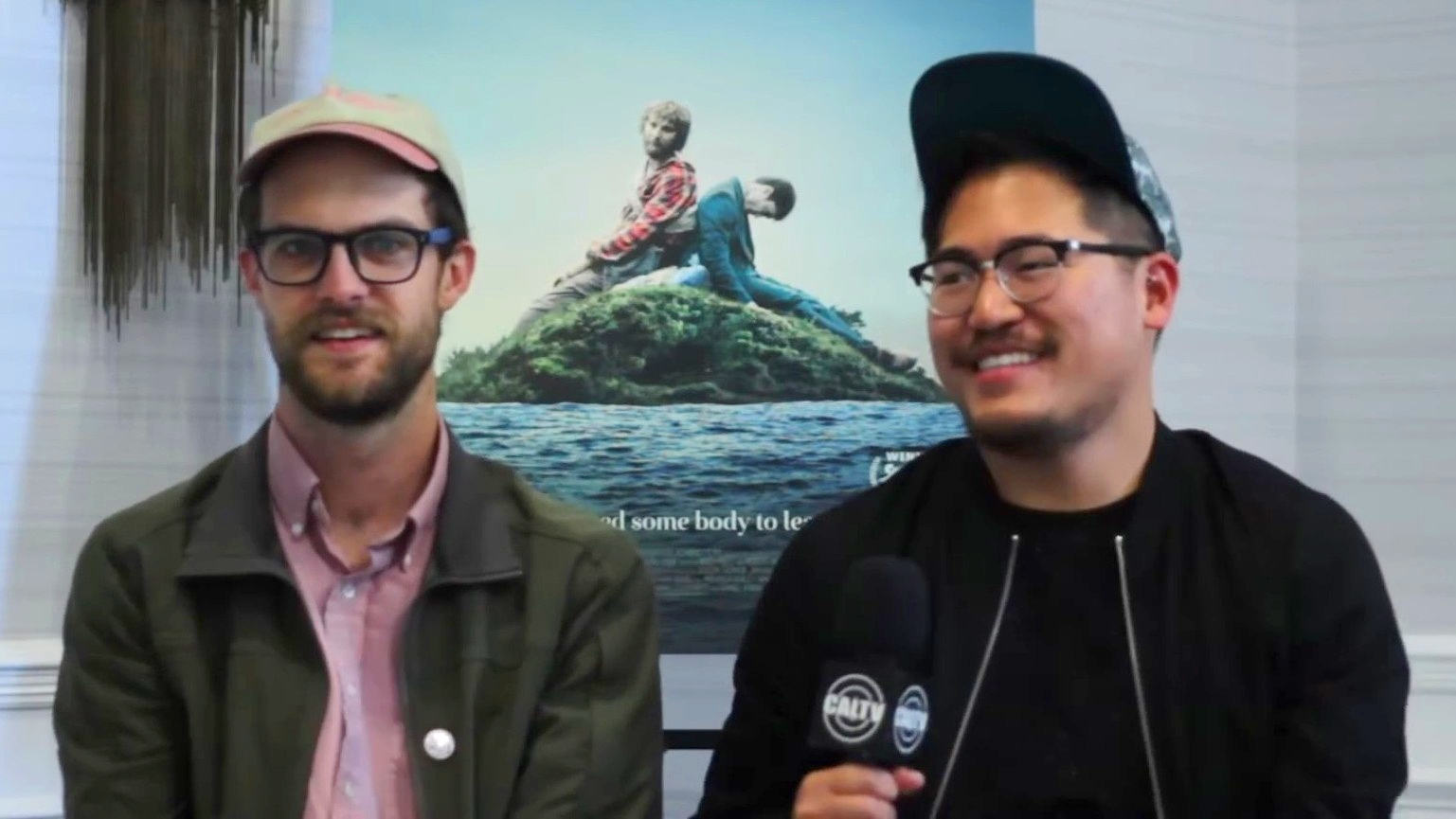
Daniel Scheinert e Daniel Kwan, vincitori nel 2023.

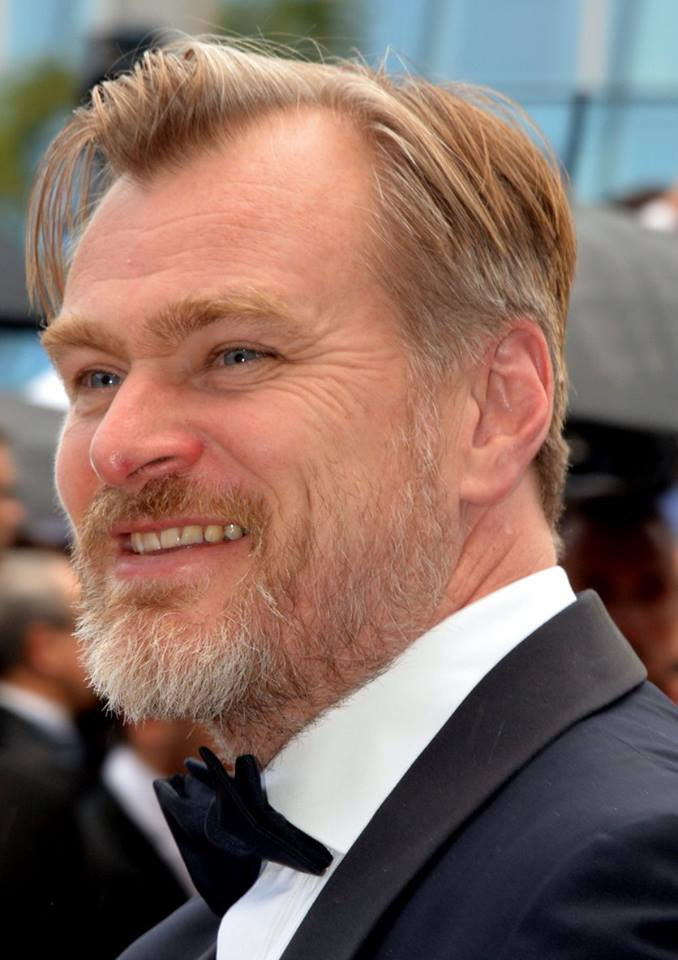
Christopher Nolan, vincitore nel 2024.

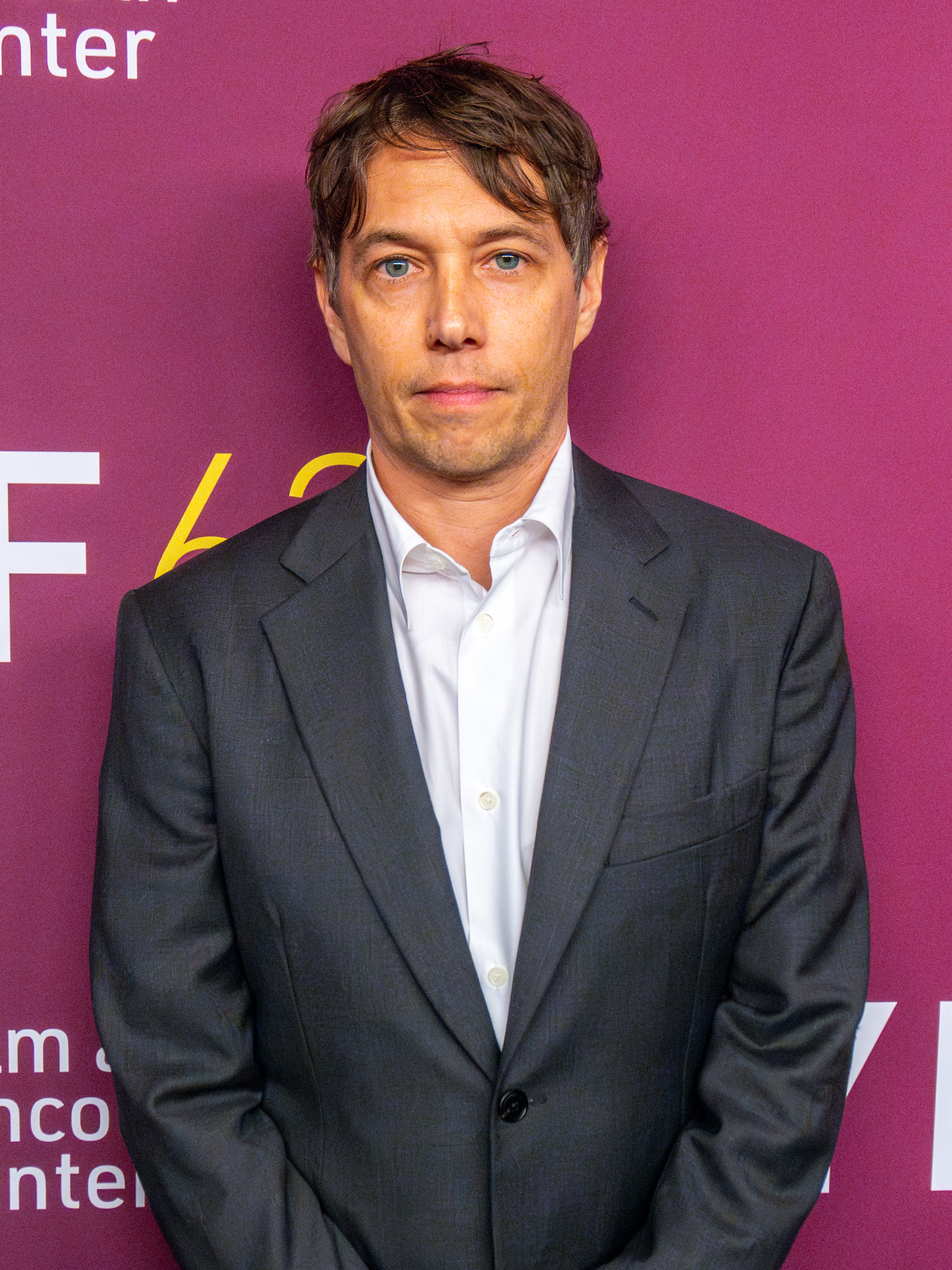
Sean Baker, vincitore nel 2025.

  - Bong Joon-ho - Parasite (Gisaengchung)
  - Sam Mendes - 1917
  - Todd Phillips - Joker
  - Martin Scorsese - The Irishman
  - Quentin Tarantino - C'era una volta a... Hollywood (Once Upon a Time... in Hollywood)
- 2021[93]
  - Chloé Zhao - Nomadland
  - Lee Isaac Chung - Minari
  - Emerald Fennell - Una donna promettente (Promising Young Woman)
  - David Fincher - Mank
  - Thomas Vinterberg - Un altro giro (Druk)
- 2022[94]
  - Jane Campion - Il potere del cane (The Power of the Dog)
  - Paul Thomas Anderson - Licorice Pizza
  - Kenneth Branagh - Belfast
  - Ryūsuke Hamaguchi - Drive My Car (Doraibu mai kā)
  - Steven Spielberg - West Side Story
- 2023[95]
  - Daniel Kwan e Daniel Scheinert - Everything Everywhere All at Once
  - Todd Field - Tár
  - Martin McDonagh - Gli spiriti dell'isola (The Banshees of Inisherin)
  - Ruben Östlund - Triangle of Sadness
  - Steven Spielberg - The Fabelmans
- 2024[96]
  - Christopher Nolan - Oppenheimer
  - Jonathan Glazer - La zona d'interesse (The Zone of Interest)
  - Yorgos Lanthimos - Povere creature! (Poor Things)
  - Martin Scorsese - Killers of the Flower Moon
  - Justine Triet - Anatomia di una caduta (Anatomie d'une chute)
- 2025[97]
  - Sean Baker - Anora
  - Jacques Audiard - Emilia Pérez
  - Brady Corbet - The Brutalist
  - Coralie Fargeat - The Substance
  - James Mangold - A Complete Unknown

## Statistiche

### Vincitori/Vincitrici per nazionalità
| Nazione        | Registi | Totale |
| -------------- | ------- | ------ |
| Stati Uniti    | 43      | 54     |
| Regno Unito    | 9       | 11     |
| Messico        | 3       | 5      |
| Austria        | 2       | 4      |
| Germania       | 2       | 4      |
| Italia         | 2       | 4      |
| Cecoslovacchia | 1       | 2      |
| Grecia         | 1       | 2      |
| Nuova Zelanda  | 2       | 2      |
| Scozia         | 1       | 2      |
| Taiwan         | 1       | 2      |
| Russia         | 1       | 2      |
| Canada         | 1       | 1      |
| Cina           | 1       | 1      |
| Corea del Sud  | 1       | 1      |
| Francia        | 1       | 1      |
| Polonia        | 1       | 1      |
| Ungheria       | 1       | 1      |